# 13世紀

チンギス・ハン像。

モンゴル帝国の発展。

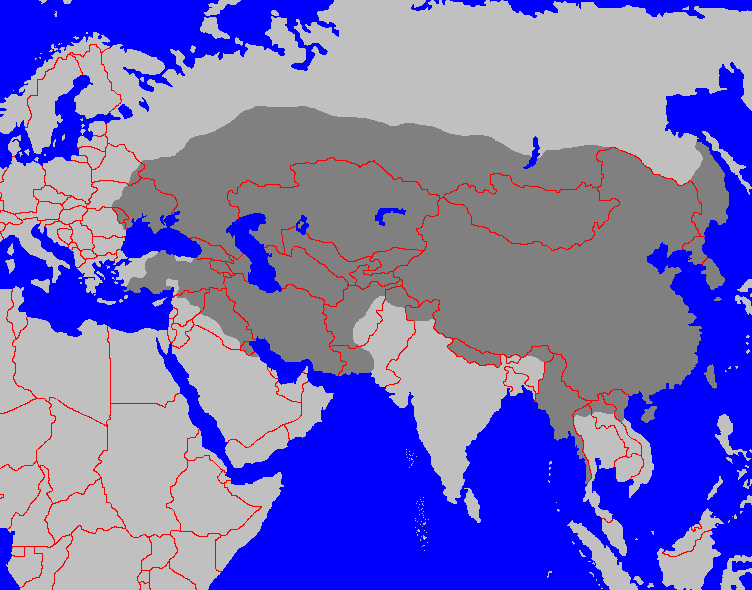
モンゴル帝国の最大領域。

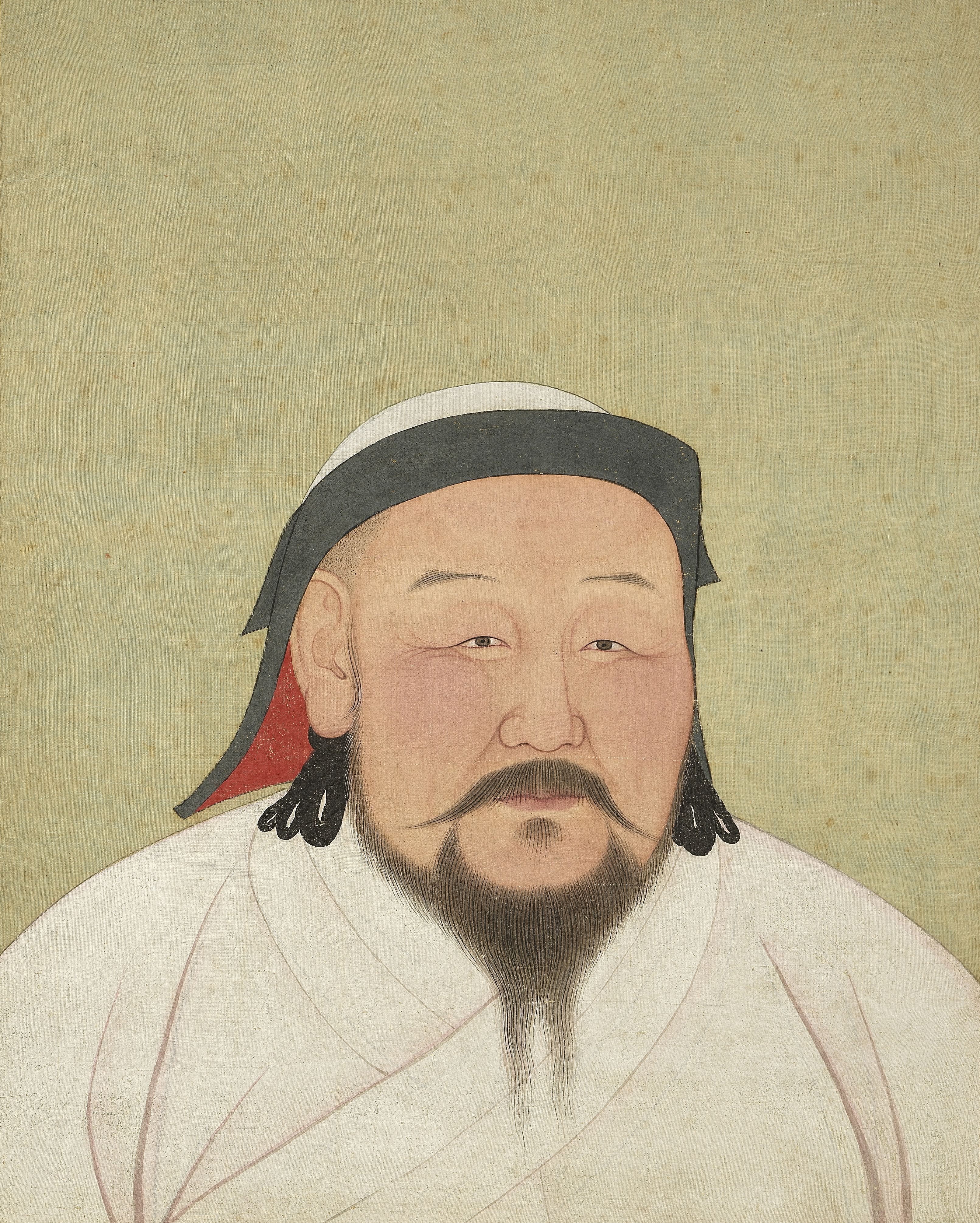
フビライ・ハン像。

13世紀（じゅうさんせいき）は、西暦1201年から西暦1300年までの100年間を指す世紀。

## 13世紀の歴史

### モンゴル帝国全盛（Pax Mongolica）
13世紀は、チンギス・カンの興したモンゴル帝国がユーラシア大陸の大半を支配したため、モンゴルの世紀と呼ばれる。モンゴル帝国は交易を奨励、保護しユーラシア大陸を陸路、海路で結ぶ一大交易網が成立した（シルクロードの発展）。ユーラシア各地を多くの技術や情報が行き交い、世界史の転換期のひとつとなった。
ジャワ島では、シンガサリ王国が東部から興ってクディリ王国を倒したが、モンゴル帝国（元）のクビライの遠征軍の派兵により、内部で混乱し滅亡した。しかし、元の遠征軍も内紛の一部勢力と手を結んだが、最後には裏切りに遭いジャワ島より敗退する（1292年、マジャパヒト王国成立）。12世紀に中国を二分した金と南宋は元により滅ぼされた。また、日本も2度にわたる元の侵攻（元寇）に遭ったがこれを撃退している。

### 十字軍勢力は衰退へ
第6回十字軍に赴いた神聖ローマ皇帝フリードリヒ2世は、アイユーブ朝のスルターンアル＝カーミルとの交渉によってエルサレムの譲渡を認めさせたが、10年余りで再びイスラム勢力により陥落した（以後、20世紀までエルサレムはイスラムの支配下に置かれる）。その後も十字軍の遠征は行なわれたが、レバントにおける十字軍国家は縮小の一途をたどり、1291年には最後の拠点アッコを失ってエルサレム王国も滅亡、パレスチナ全域がイスラム勢力下に入った。

### マグナ・カルタ成立
イングランド王国では、国王の権限を制限するマグナ・カルタ（大憲章）が制定された。その後、この憲章は廃止されないまま忘れ去られており中世の時代の中でほとんど影響力を失うが、国王と議会の対立が激しさを増す17世紀に再度注目されることとなる。清教徒革命やアメリカ合衆国建国の際にもマグナ・カルタが引用され、現在のイギリス憲法を構成する前文にも残っている。

## できごと

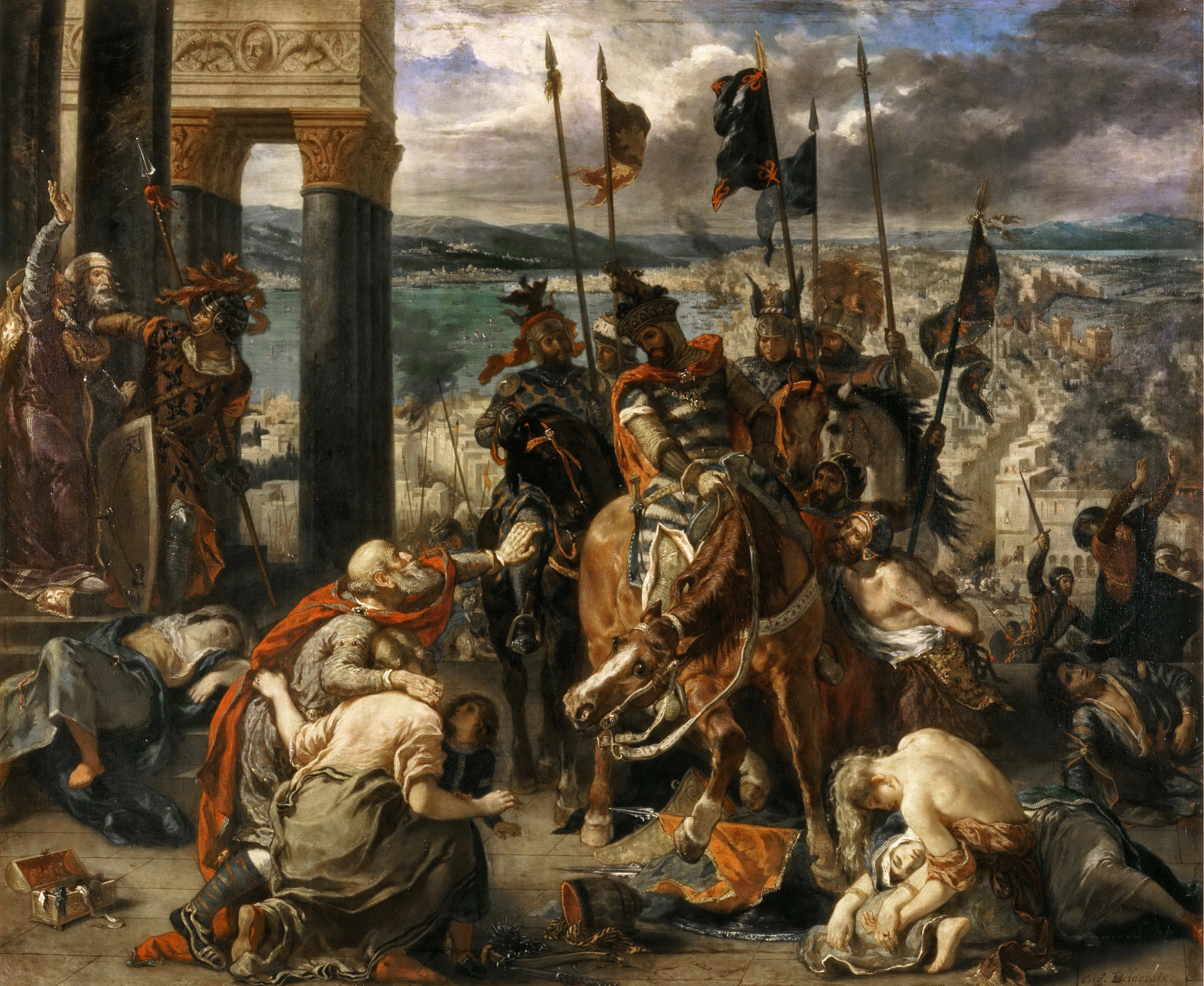
第4回十字軍。東ローマ帝国の内紛に介入したヴェネツィア商人の使嗾により首都コンスタンティノポリスはキリスト教徒の十字軍に占領された。画像はウジェーヌ・ドラクロワの歴史画「第4回十字軍のコンスタンティノポリス入城（ルーヴル美術館蔵）」。

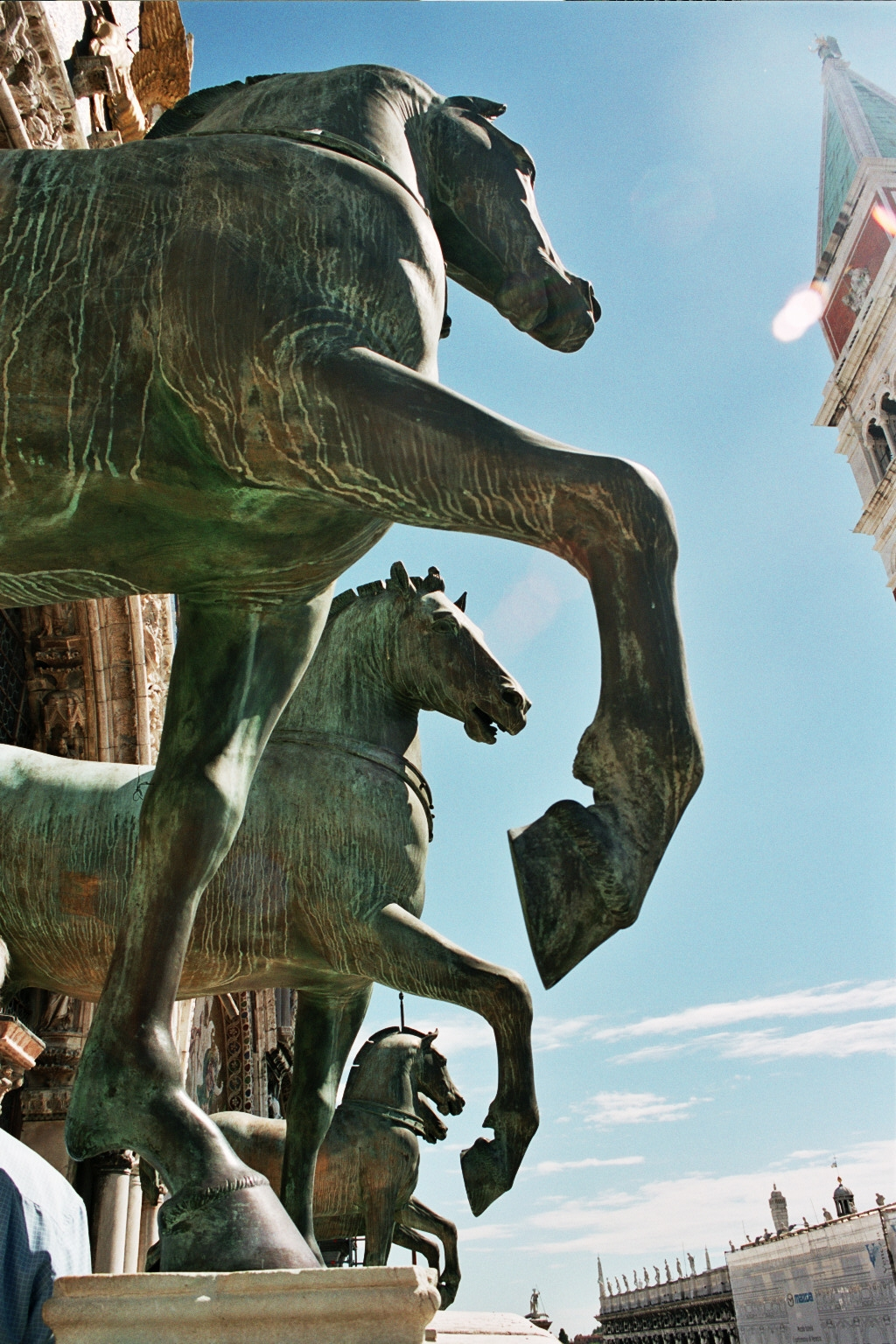
「サン・マルコの馬」。第4回十字軍を支援したヴェネツィア共和国は東ローマ帝国から多くの貴重品を持ち去った。画像は「勝利のクアドリガ」とも呼ばれる四頭馬の彫像でもとはコンスタンティノポリス競馬場を飾っていたもの。ヴェネツィアに移送されてからはサン・マルコ大聖堂に置かれていた。

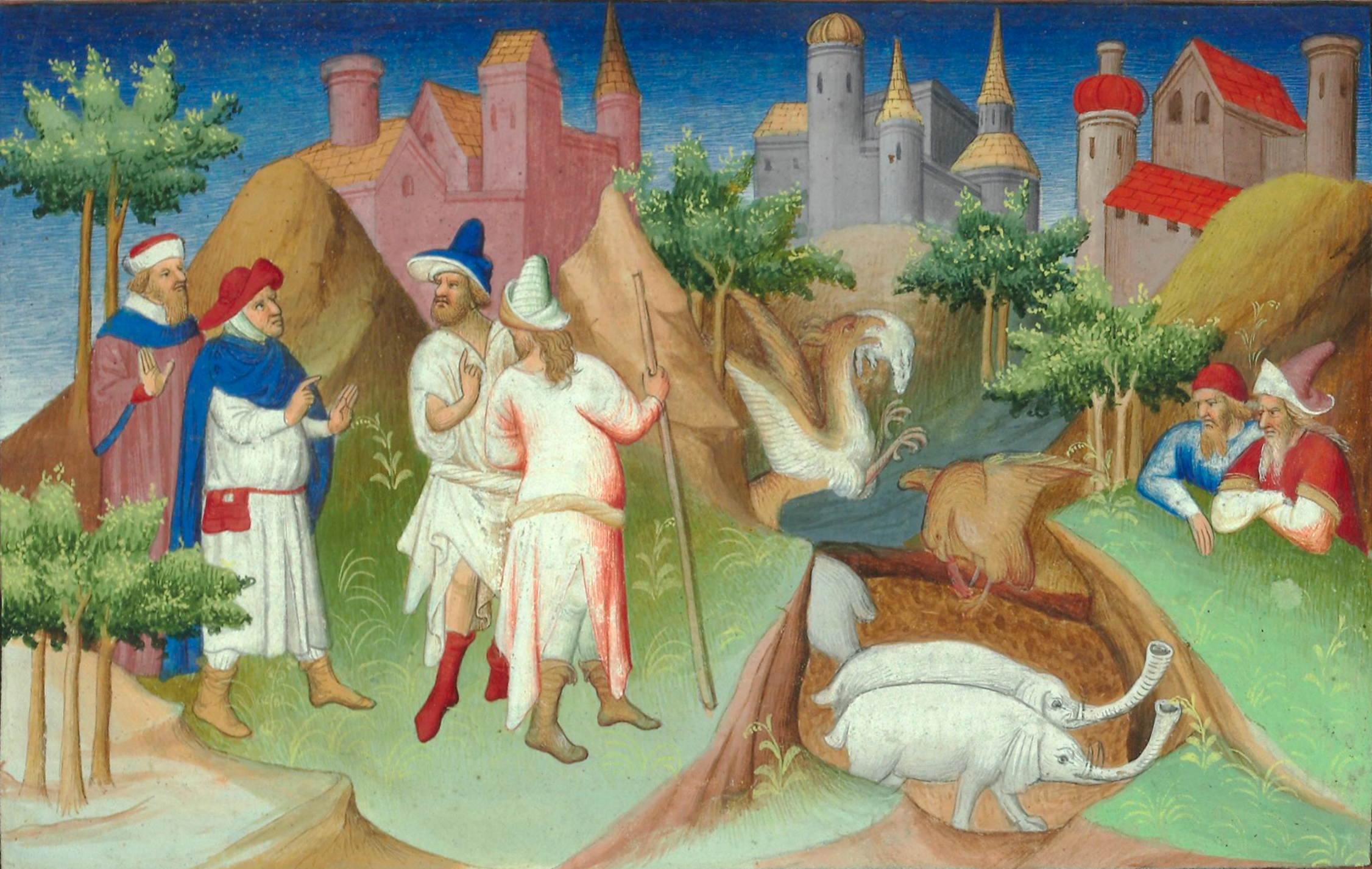
大旅行家マルコ・ポーロ。ヴェネツィア商人として元朝ほかアジア各地を訪れ『東方見聞録（イル・ミリオーネ）』に記録を残した。画像は『驚異の書』写本（Fr. 2810)でマルコ・ポーロが象や駱駝を乗せた船でホルムズを訪れる箇所の挿絵。

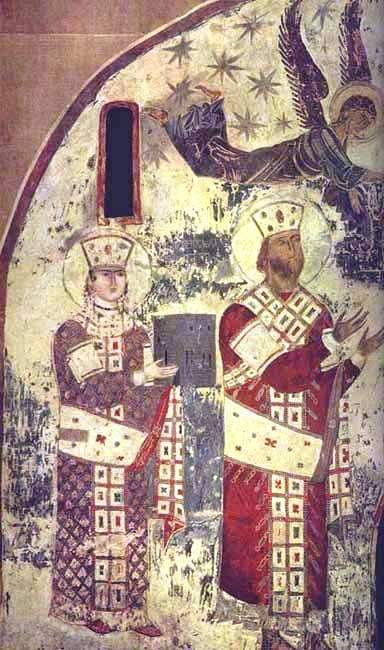
グルジア王国の繁栄。女王タマルの時代にルーム・セルジューク朝を破り、東ローマ系亡命国家トレビゾンド帝国を支援してグルジアの勢力は拡大した。画像は南グルジアのヴァルディツィアの修道院礼拝堂フレスコ画に描かれた父王ギオルギ3世と並んで立つ女王タマルの肖像。

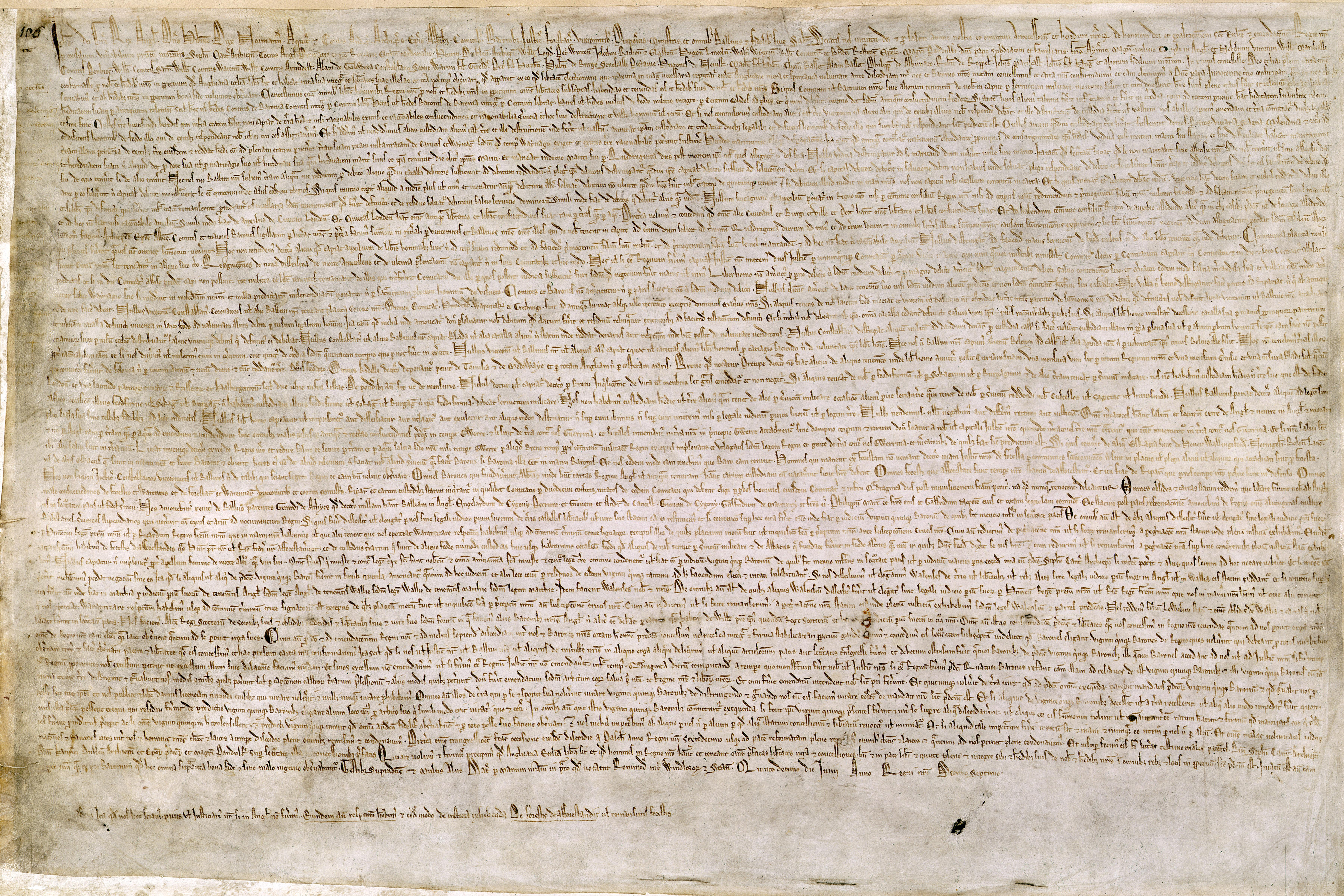
マグナ・カルタ（認証付写本）、1215年に作られたもの。

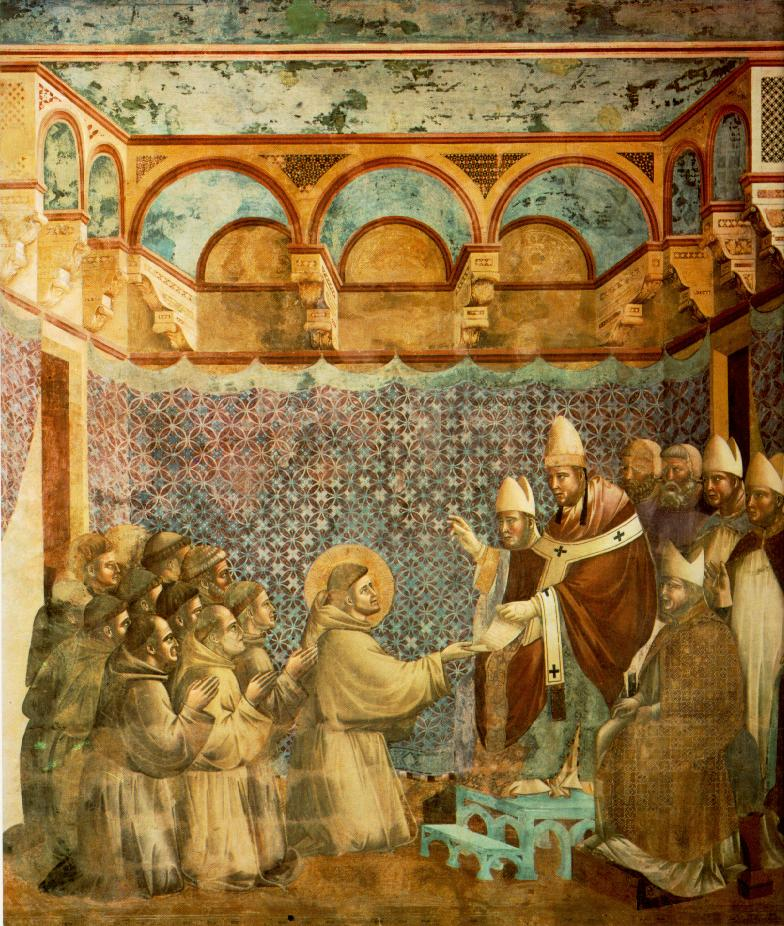
教皇権の最盛期。教皇はこの時期には世俗王侯を凌ぐ権威を有し、教会政治でもその手腕を遺憾なく発揮した。画像は14世紀に描かれたアッシジのフランチェスコ聖堂のジョット・ディ・ボンドーネの壁画で、教皇インノケンティウス3世とアッシジのフランチェスコの会見が描かれている。

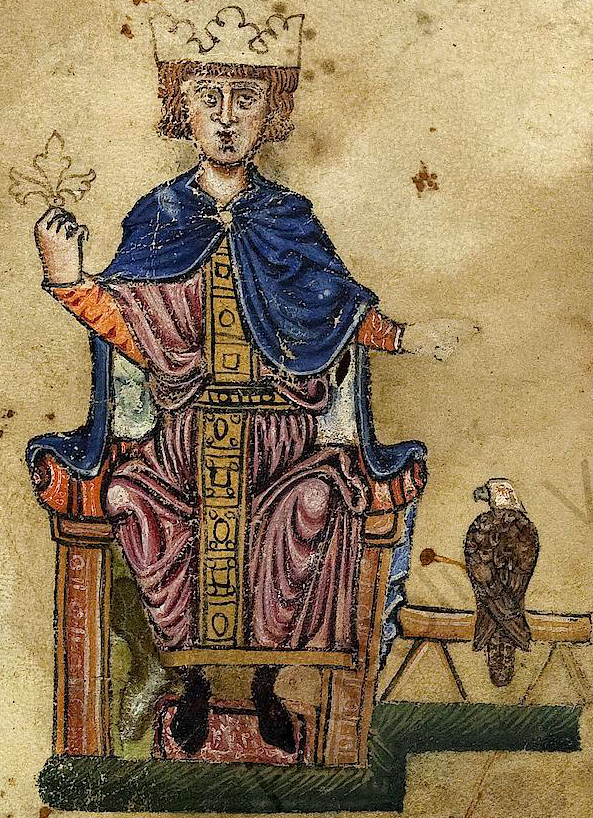
神聖ローマ皇帝フリードリヒ2世。破門されたまま十字軍を組織しエルサレムを奪い返すなど大胆不敵な行為から当時の人々は「世界の驚異」とも「反キリスト」とも呼んでいる。画像は彼が著した鷹狩論『鳥類を利用した狩猟技術』に描かれた皇帝の肖像。

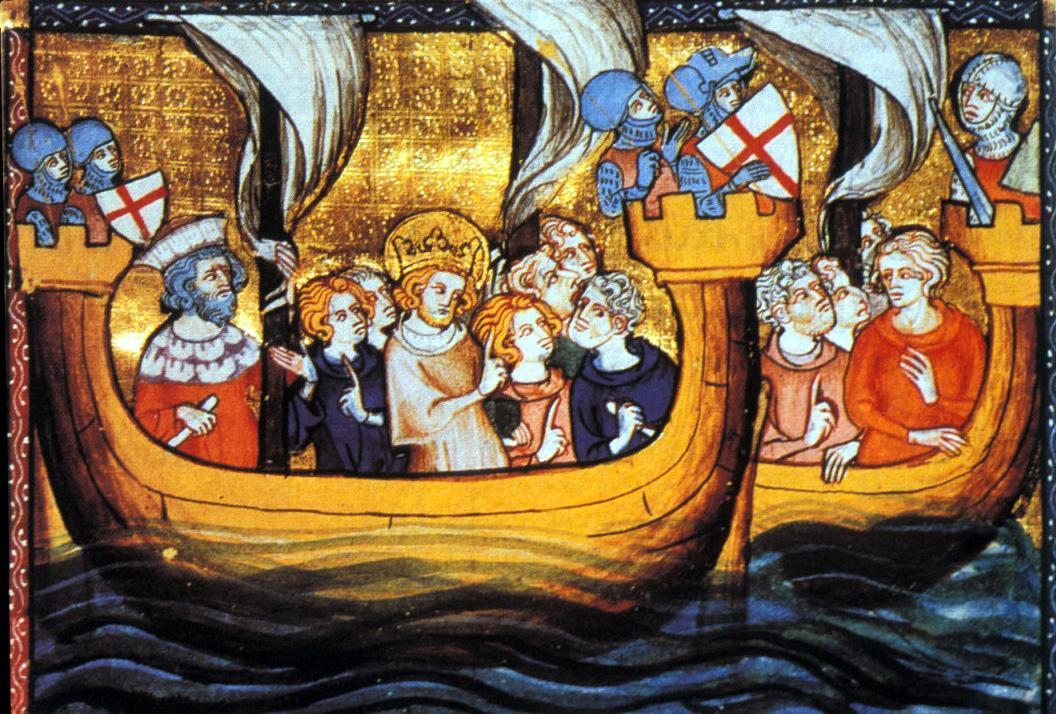
第7回十字軍。画像は南仏エーグ・モルトを出港し、マムルーク朝支配のエジプトに向かうフランス王ルイ9世とその一行。聖王と称えられたルイ9世だがこの遠征には失敗し捕虜となる。

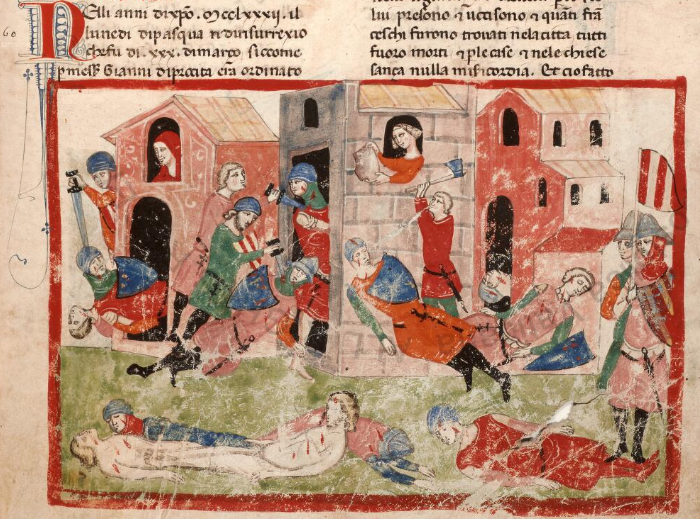
シチリアの晩祷。ホーエンシュタウフェン家の断絶を機にシチリア支配から地中海帝国建設を思い描いたシャルル・ダンジューだったが、彼の強圧的な支配に対抗して蜂起したシチリア島民によってその夢ははかなく潰えた。画像はこの事件を描いたジョヴァンニ・ヴィッラーニの『新年代記』の挿絵。

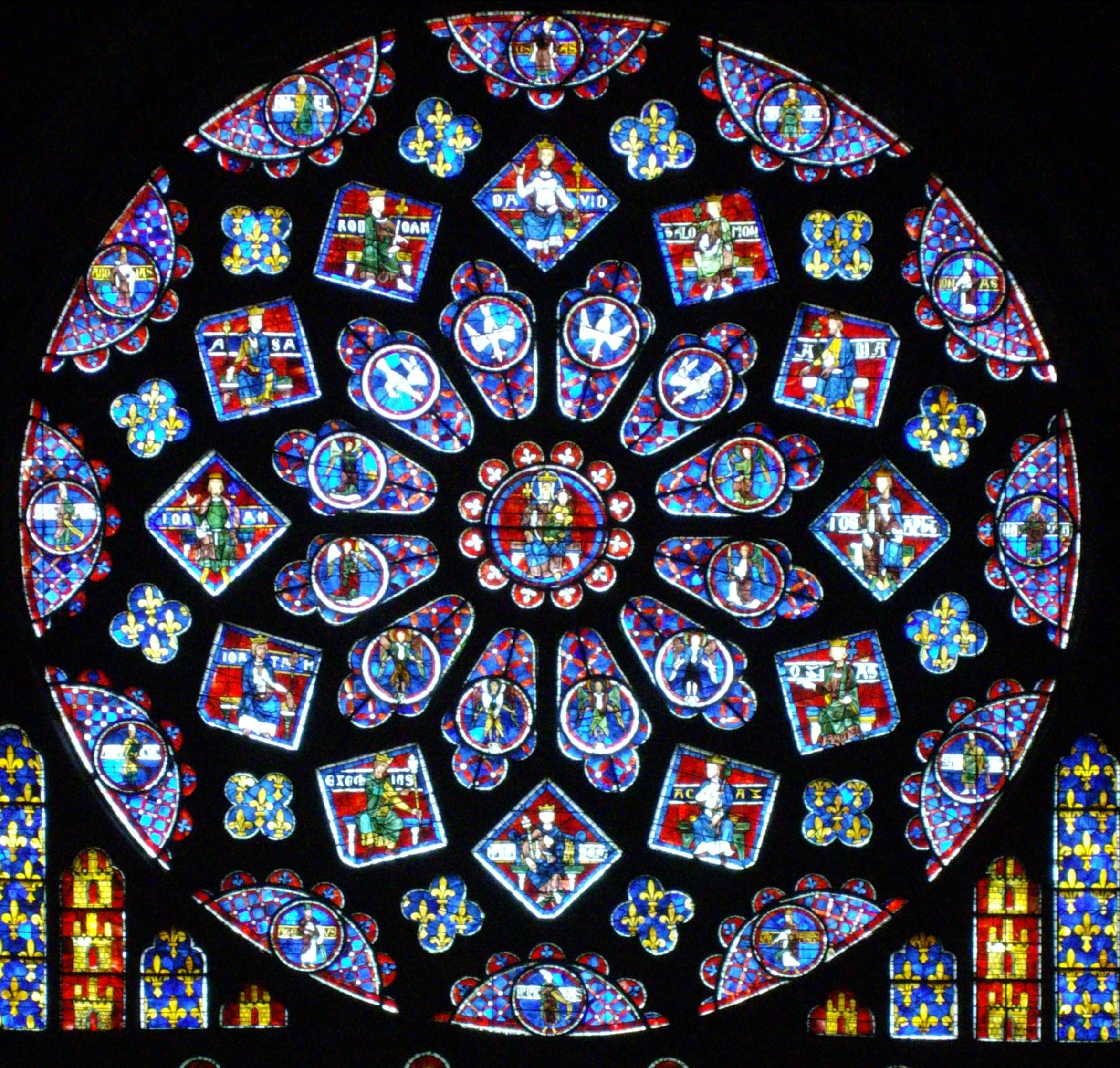
シャルトル大聖堂。盛期ゴシック様式を代表するフランスの教会建築で、画像にあるバラ窓ステンドグラスが有名であり、その深みのある青は「シャルトルの青」の異名で知られている。

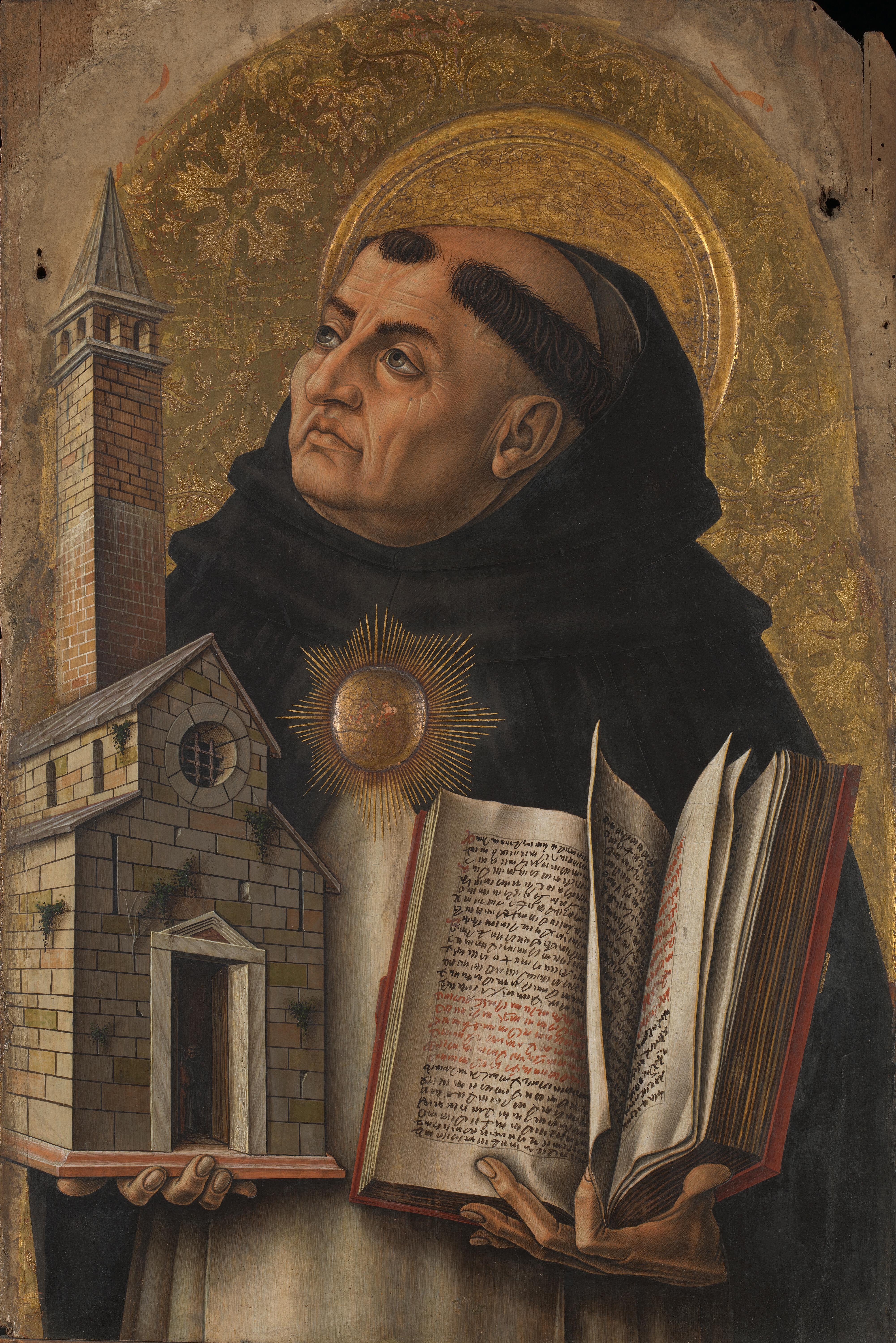
トマス・アクィナス。盛期スコラ学を代表するドミニコ会の神学者で、理性と信仰を結び付ける壮大な著作『神学大全』をまとめ、「天使博士」の称号を得た。画像は15世紀のカルロ・クリヴェッリによるもの。

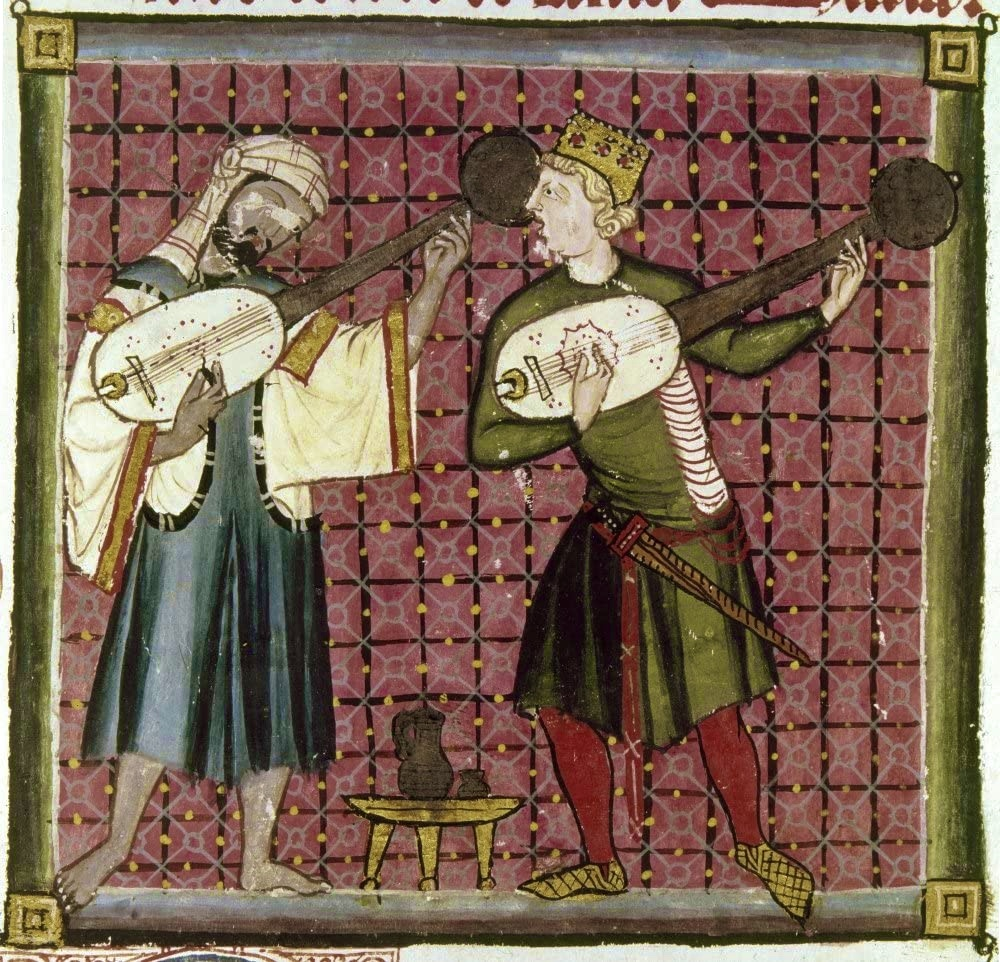
イベリア半島における文化交流。レコンキスタが進む一方でキリスト教徒とイスラム教徒の共存はカスティーリャの賢王アルフォンソ10世の時代も続いた。画像はこの王の時代に編纂された『聖母マリア頌歌集（カンティーガス・デ・サンタ・マリーア）』の挿絵でキリスト教徒とイスラム教徒の合奏が描かれている。

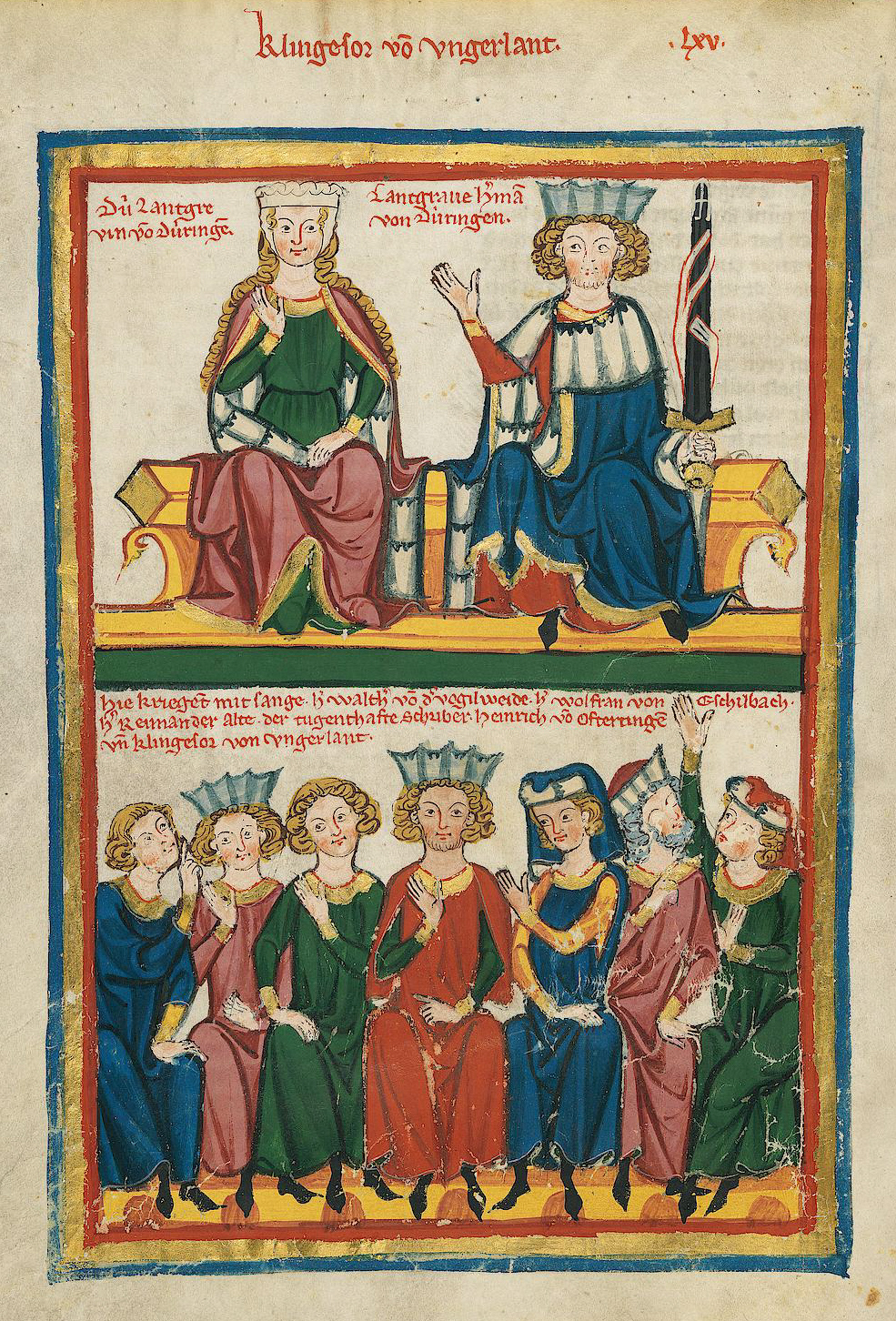
ヴァルトブルクの歌合戦。1206年にテューリンゲン方伯
ヘルマン1世の宮廷に集まったミンネザンガーたちにより行われたと伝わる。画像は14世紀に編纂された『マネセ写本』（ハイデルベルク図書館蔵）の挿絵。

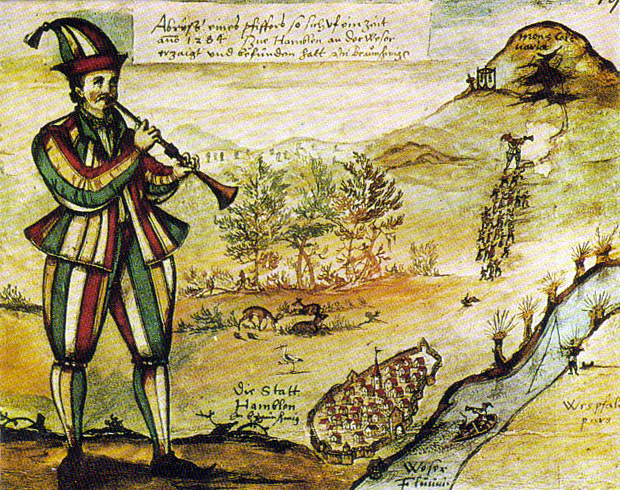
ハーメルンの笛吹き男。1284年6月26日にドイツのハーメルンで130人の子供たちが失踪した。やがて笛を吹くネズミ捕り男の話も加わって伝説化されたこの事件の真相をめぐり、少年十字軍説、ドイツ人の東方植民説など、議論は百出しているが結論は未だ出ていない。

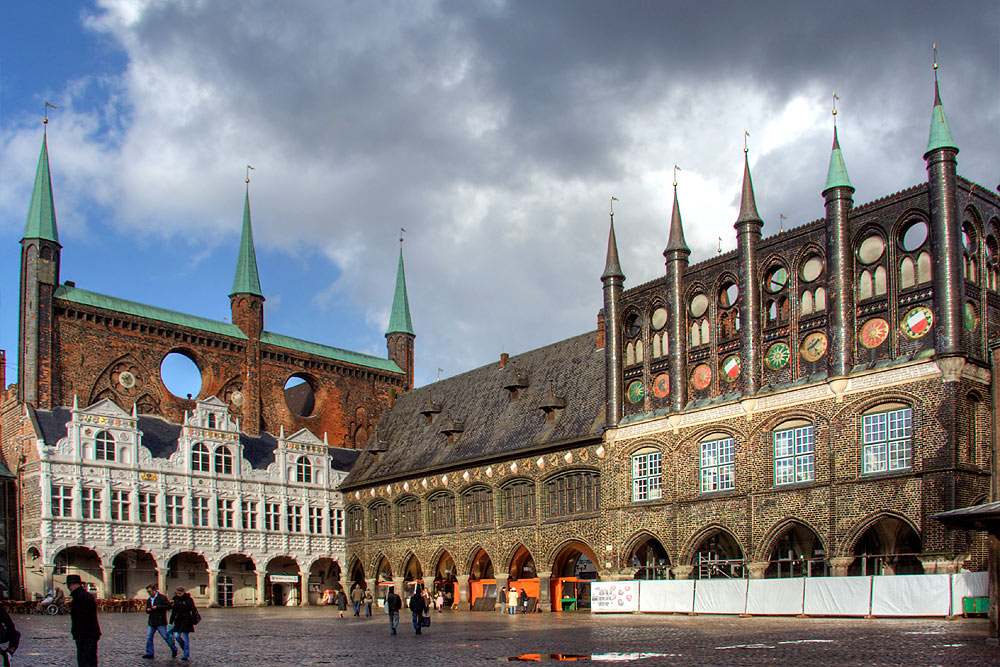
リューベック。北海・バルト海貿易を生業とする北ドイツ諸都市ではハンザ同盟が結ばれ、リューベックがその盟主とされるようになった。なおリューベックは1266年には帝国自由都市の地位も獲得している。画像は13世紀に拡張されたリューベックの市庁舎でマルクト広場の黒煉瓦造りの建物がそれである。

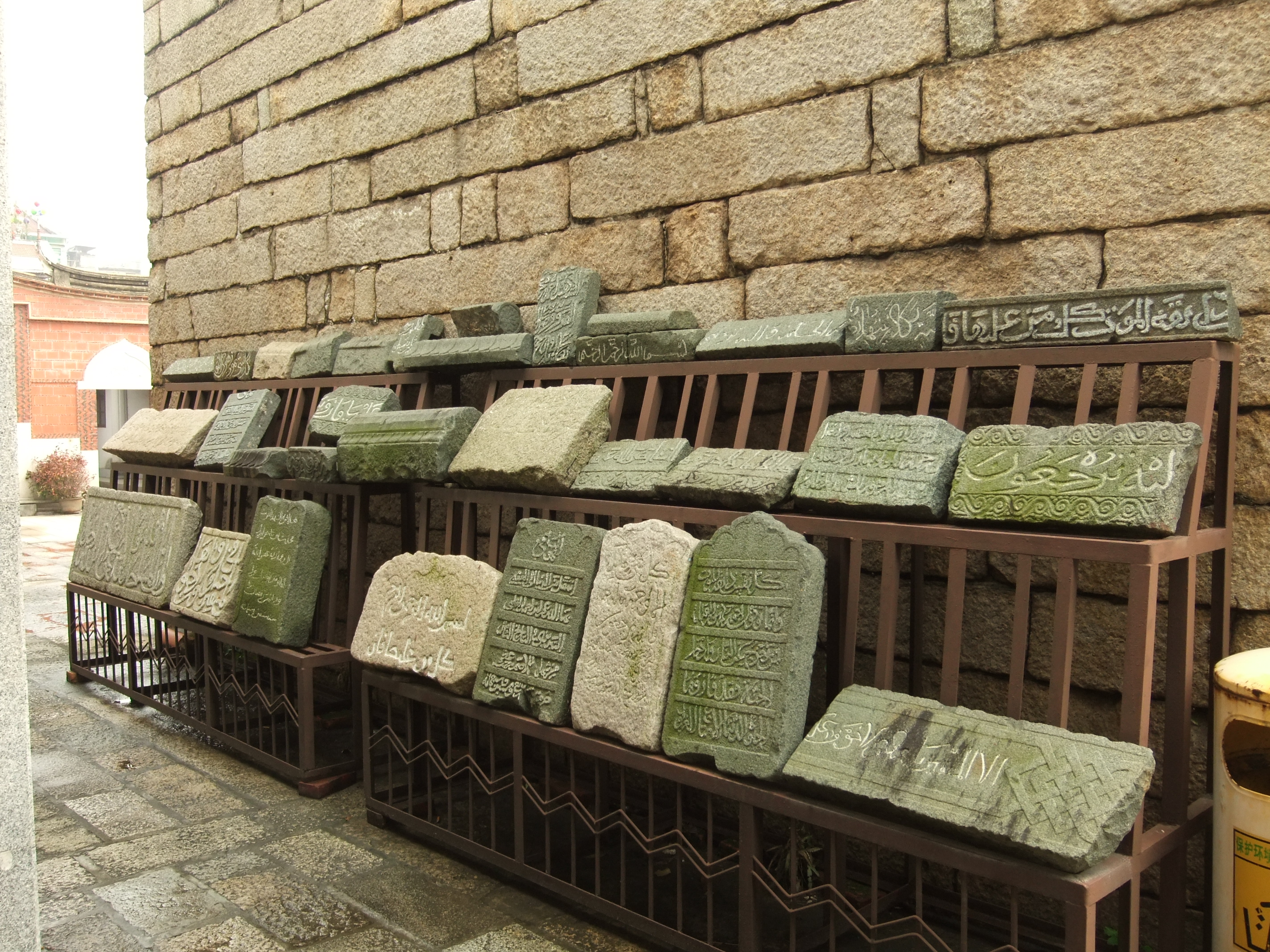
泉州（ザイトン）の繁栄。南宋時代から多くのイスラム商人が定住していたが、蒲寿庚らが元朝に帰服すると以前にも勝る賑わいを見せるようになった。画像は泉州のイスラム寺院清浄寺に残るアラビア文字の刻まれた石碑。

交鈔。宋や金の制度をもとに発展させた紙幣で、1260年から1356年の間、元の正式な通貨として流通した。画像は「至元通行寳鈔」とその原版で、上段左の欄にパスパ文字も書かれている。

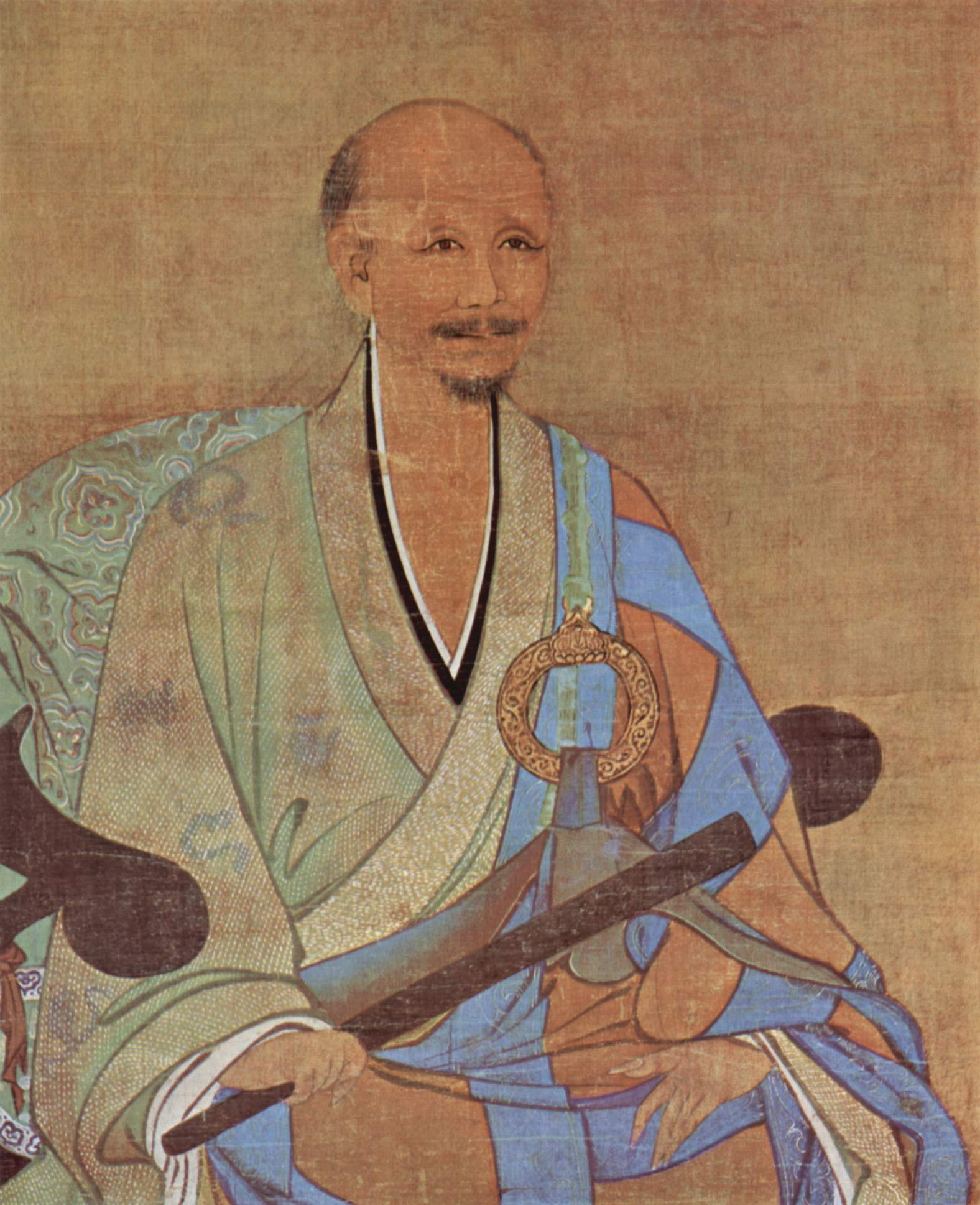
禅宗の到来。中国で発達した禅宗は日宋貿易などを通じて日本に流入した。画像は日本禅宗の源流ともなった中国の無準師範（仏鑑禅師）の頂相で円爾（聖一国師）が招来したもの。現在は京都東福寺に所蔵されている。

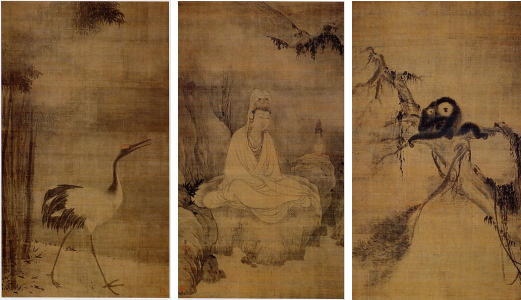
牧谿。南宋の無準師範門下の禅僧で、湿潤な大気を描くために技法を洗練させた水墨画で有名。その作品は中国では失われ、室町時代の足利将軍家の蒐集にみられるよう日本に多くが残された。画像は「観音猿鶴図」（京都大徳寺蔵）。

武家の都鎌倉。東国を基盤とした政権の誕生により、宋よりもたらされた禅宗や、「鎌倉仏教」と呼ばれる庶民に開かれた新しい宗派がこの地で発展した。画像は「鎌倉の大仏」で知られる高徳院の阿弥陀如来坐像。

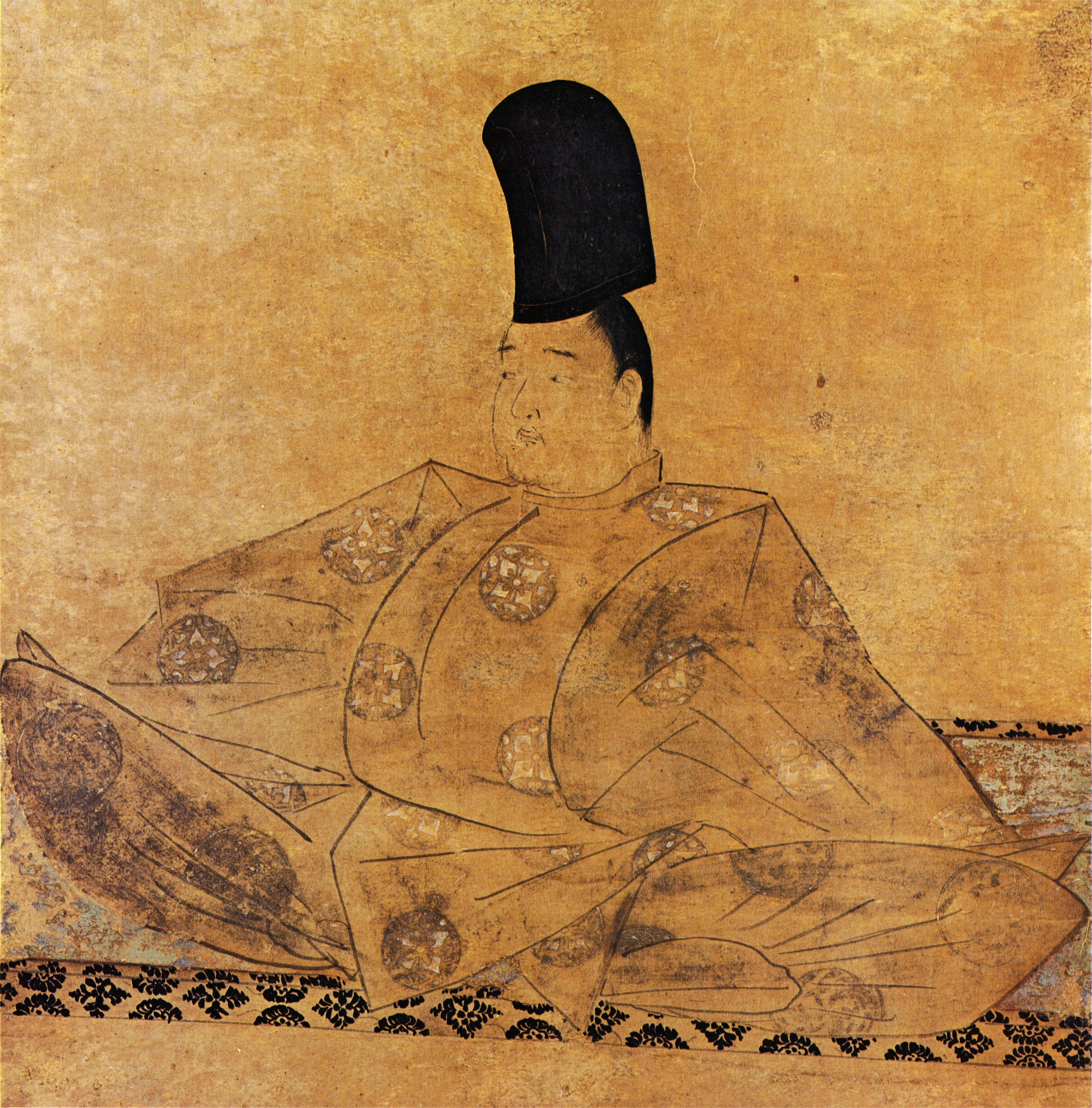
承久の乱。後鳥羽上皇は院宣を下し、鎌倉の執権北条義時の追討を命じた。しかし東国武士はそれに同調せず、京の院御所に攻め上り、上皇側は敗走した。以後、幕府の力は西国にも及ぶようになった。画像は後鳥羽上皇の似絵で藤原信実によるもの（水無瀬神宮蔵）。

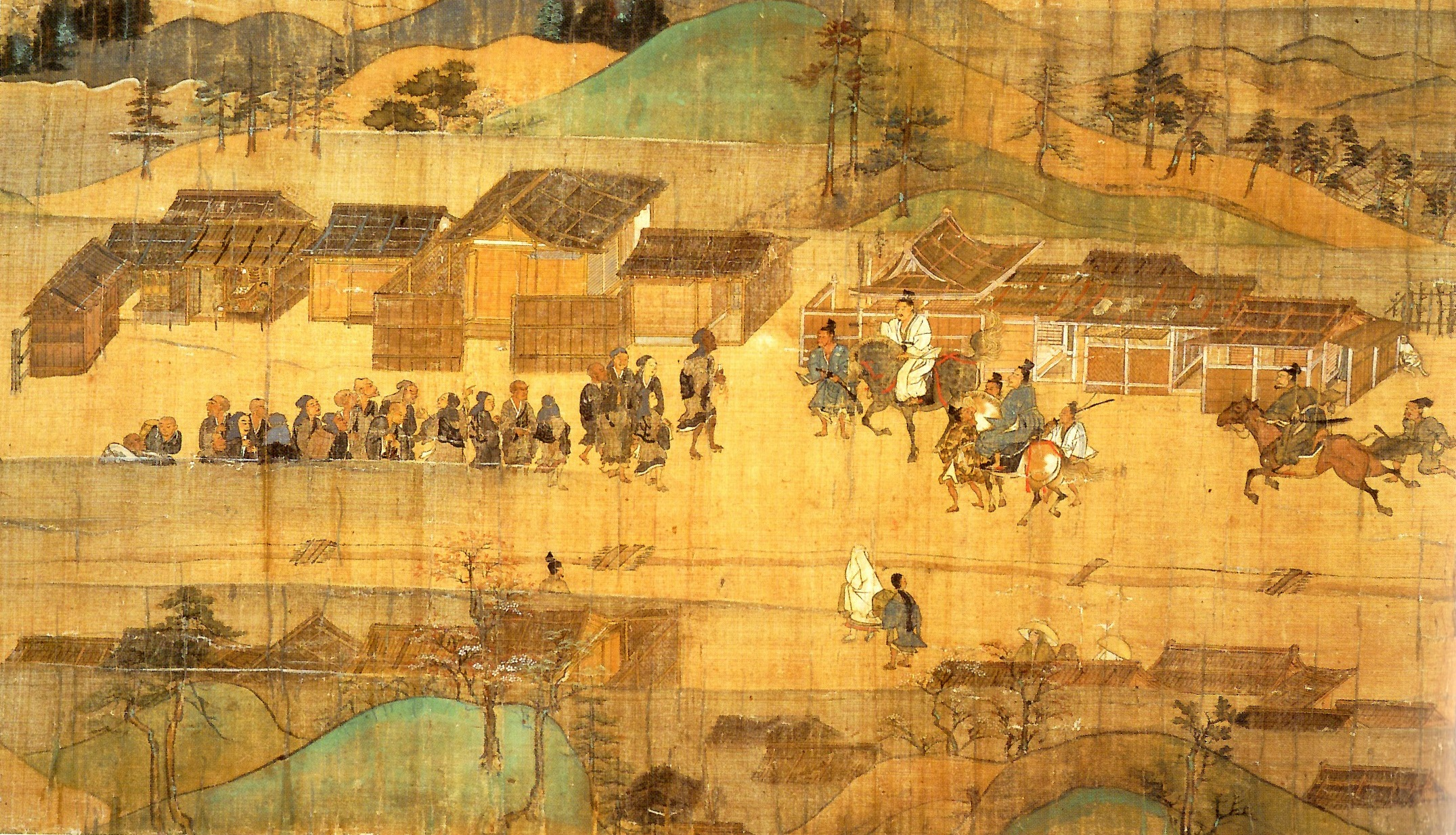
執権・北条時宗。二度にわたる蒙古襲来を迎え撃った日本側の指導者は北条時宗であった。画像は『一遍上人絵伝』巻5のもので、時宗の僧侶一遍と鎌倉七口の一つ小袋坂（現在の巨福呂坂）にて対面する北条時宗（折烏帽子で白い狩衣を着て馬に乗った人物）。

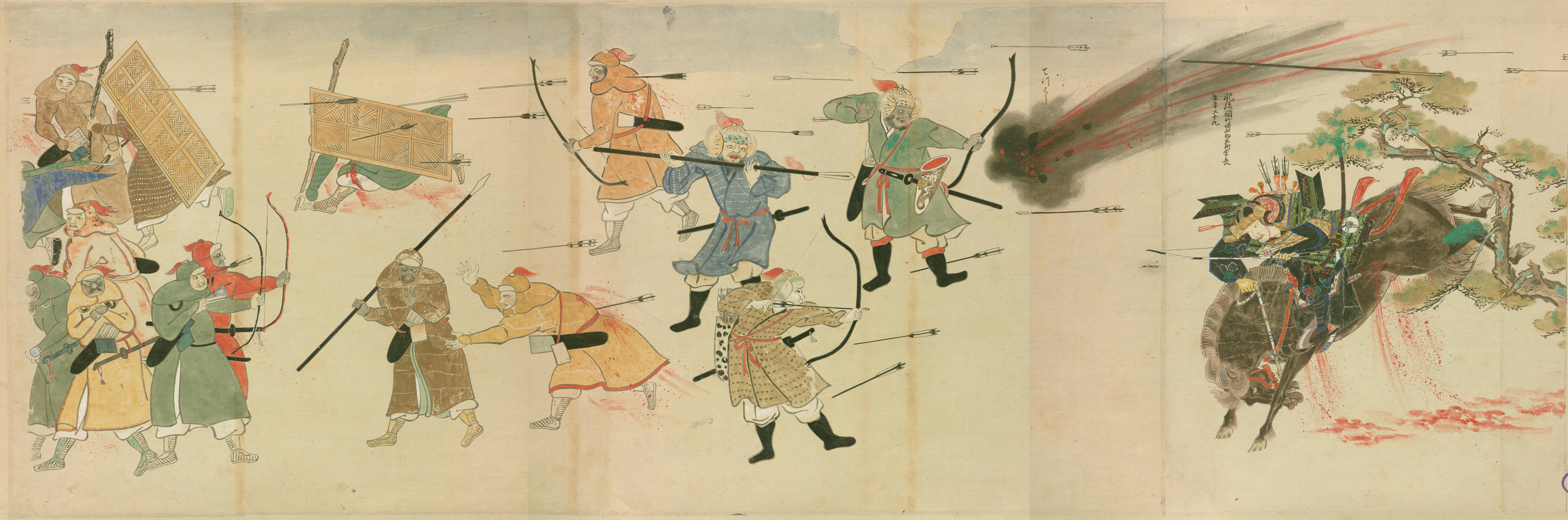
蒙古襲来。クビライの命によりモンゴルの大軍が二度にわたって日本に押し寄せた｡画像は御家人竹崎季長によって依頼され、元寇の様子を生々しく伝える記録となった『蒙古襲来絵詞（三の丸尚蔵館保管）』。

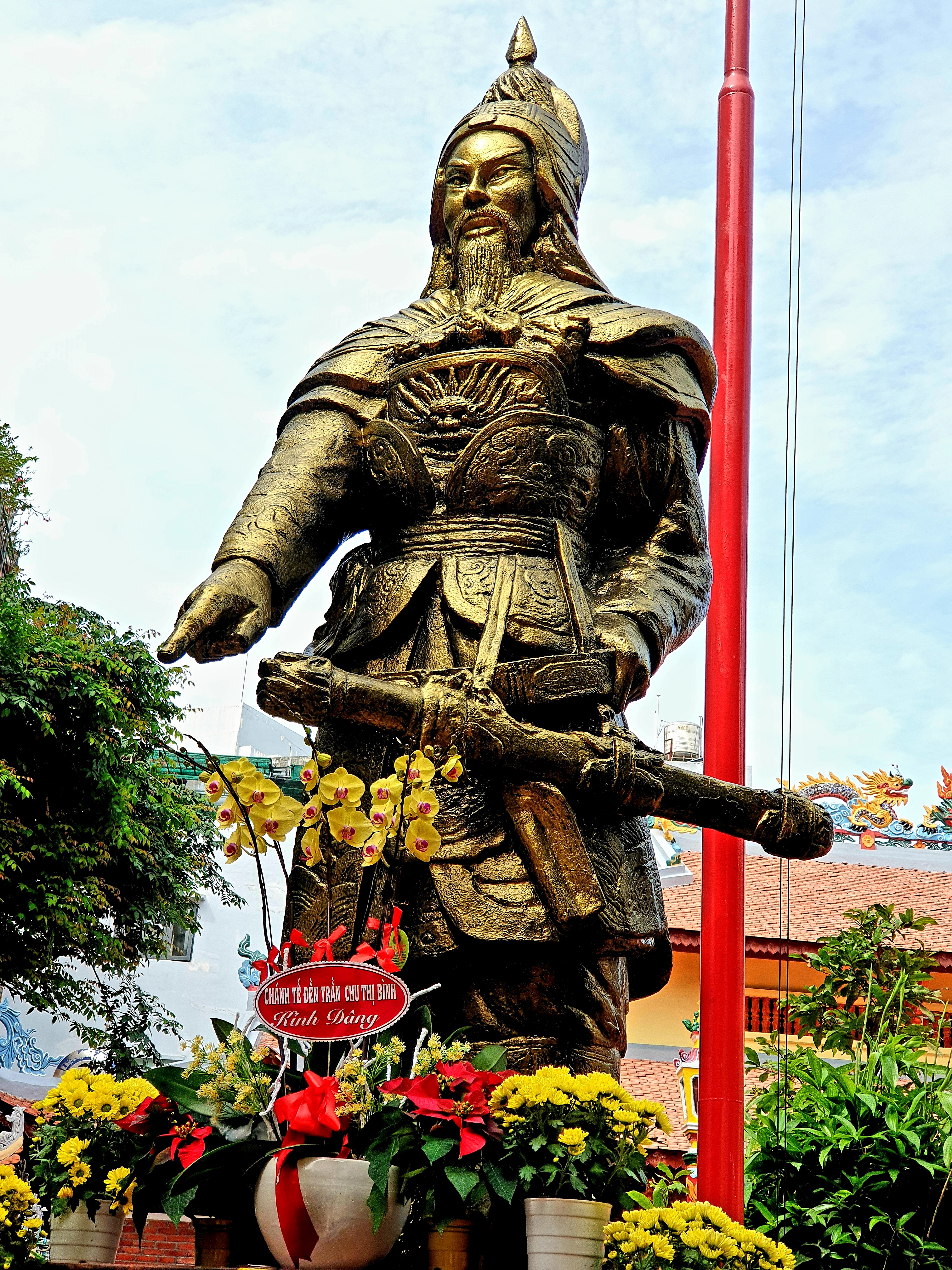
名将・陳興道。陳朝の将軍陳興道は元の度重なる攻撃を退けただけでなく、三度目の元の襲来の折には、廣寧省を流れる白藤江で追撃し、敵将ウマルを捕虜とする大勝利を収めた。画像は陳興道の銅像。

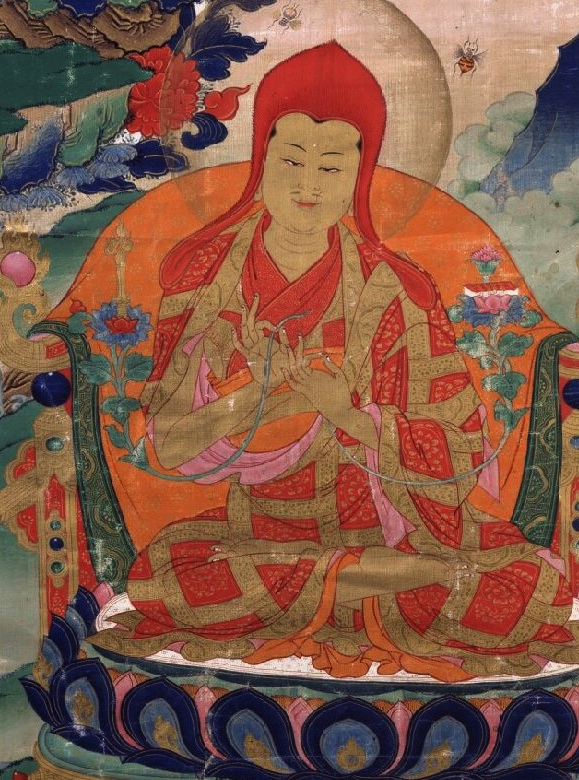
インドからチベットへ向かう仏教。インド仏教の最後の拠点ヴィクラマシーラ寺院は1203年にイスラム教徒に破却された。その学頭であったシャーキャシュリーパドラはチベットに亡命し、サキャ派6代座主となるサキャ・パンディタらに法を伝えた。画像はサキャ・パンディタの肖像。

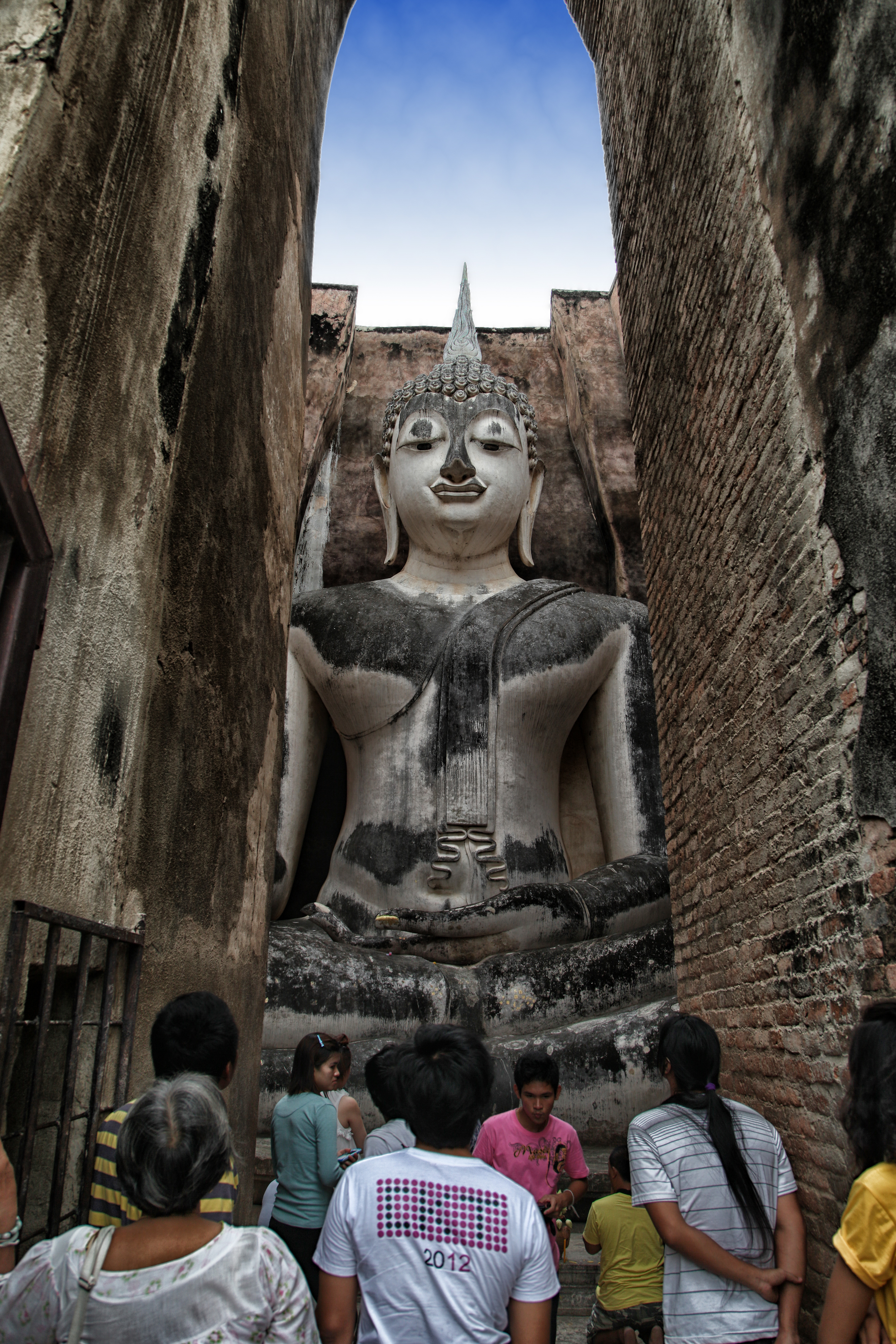
仏教王国スコータイ朝。13世紀半ばに成立したタイのスコータイ朝は3代目のラームカムヘーン大王の時代に黄金期を迎えた。画像はこの王の治世に作られたワット・シーチュムのアチャナ仏（降魔仏）坐像。

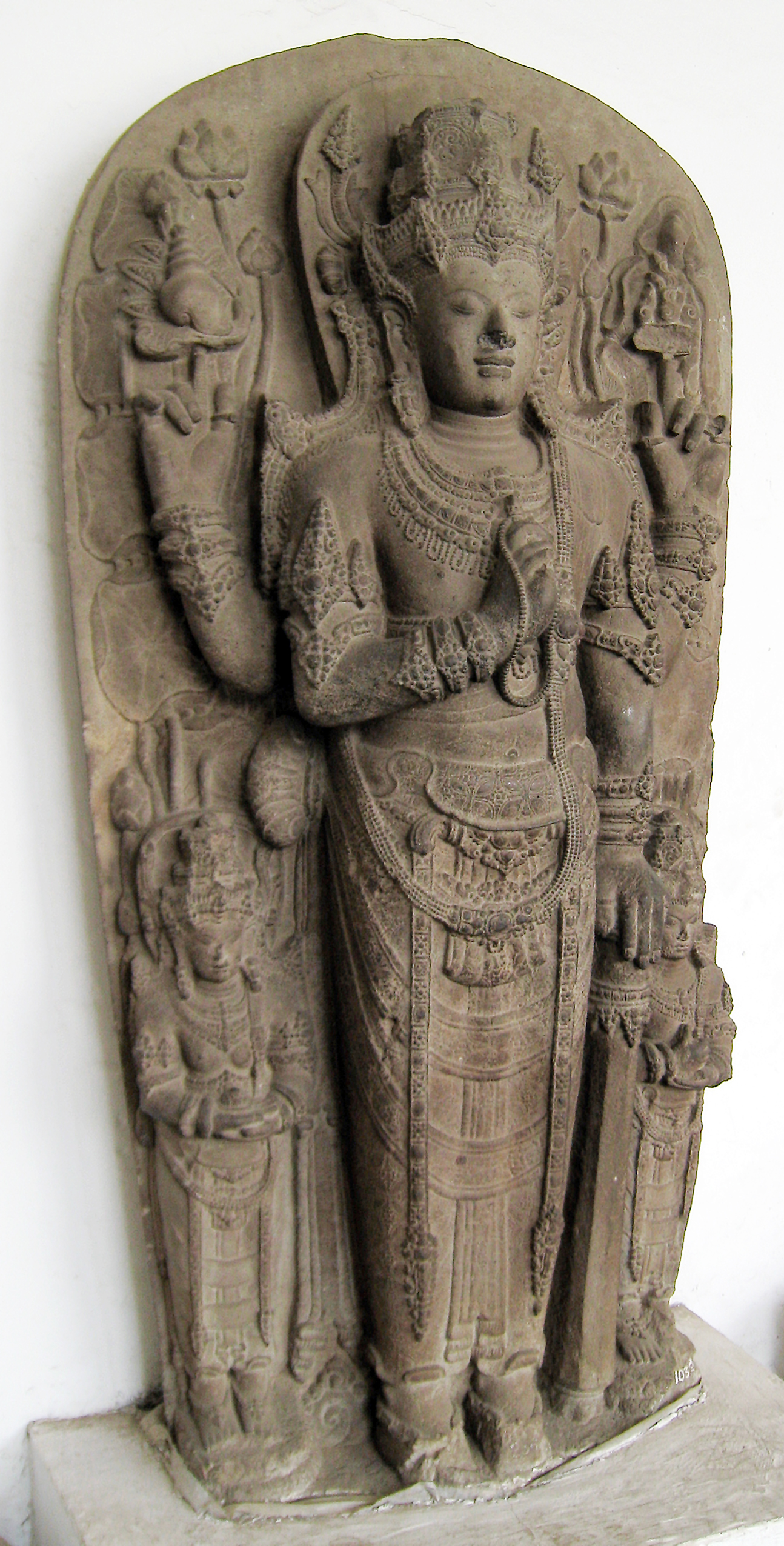
マジャパヒト王国の躍進。クディリ王国とシンガサリ王国の抗争に加えモンゴル人の元朝の襲来で混沌としたジャワ島に秩序をもたらしたのがマジャパヒト王国である。画像は初代王ラデン・ウィジャヤ（クルタラジャサ・ジャヤワルダナ）の肖像に基づくハリハラ（シヴァとヴィシュヌの集合神）の像。

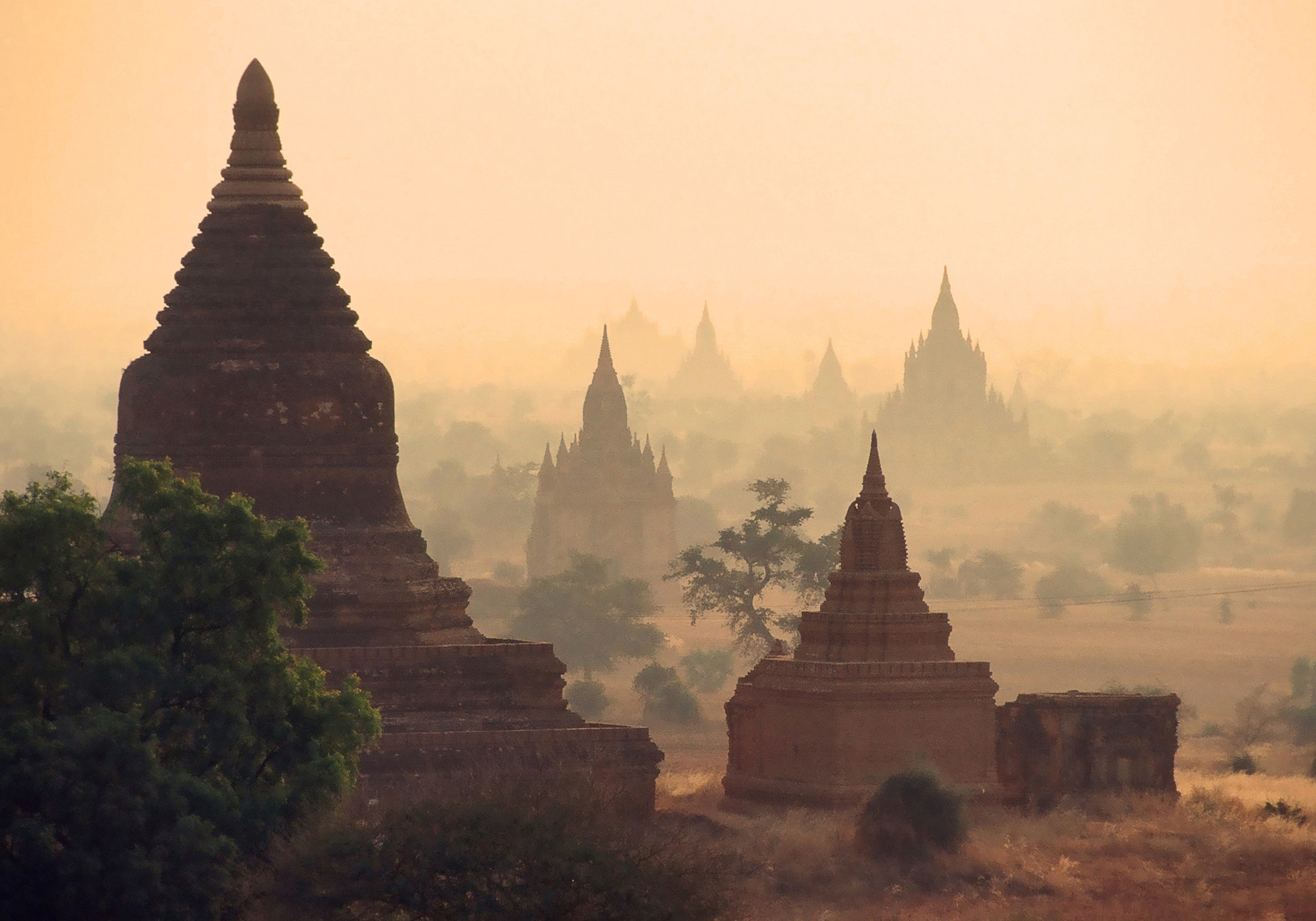
万塔の都パガン。仏教信仰の篤いミャンマーではモンゴル侵攻の中でもナラティーハパテ王のもと造寺造仏が続けられた。しかし1287年のパガンの戦いでこの都はついに陥落した。

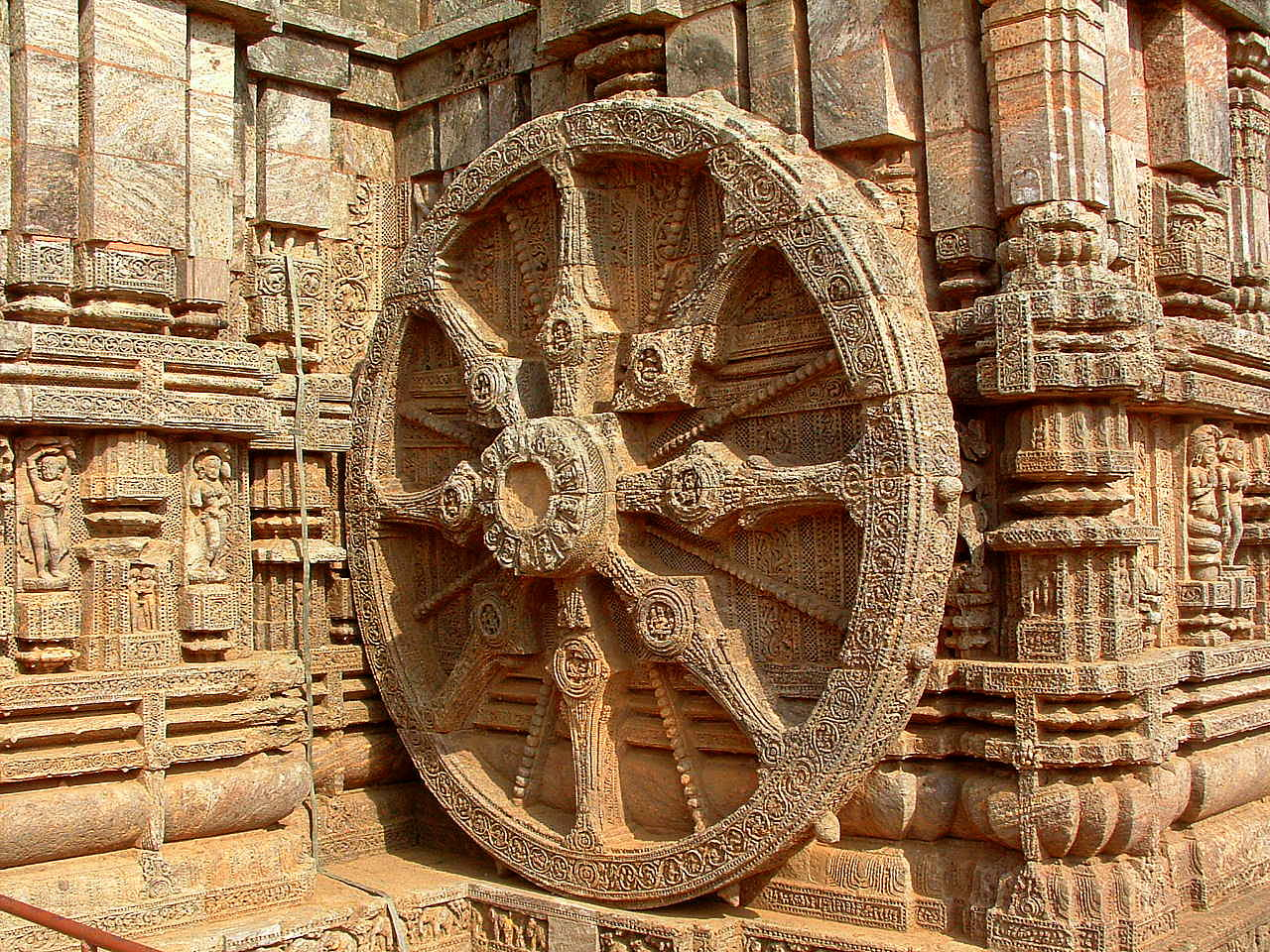
オリッサをめぐる争い。インドの北部と南部をつなぐ東海岸のオリッサはこの時期にはイスラム教徒の奴隷王朝とヒンドゥー教徒の東ガンガ朝の激突の舞台となった。画像は東ガンガ朝のナラシンハ・デーヴァ1世によって建てられたオリッサ・コナーラクのスーリヤ寺院にある車輪のデザインの基壇部分。

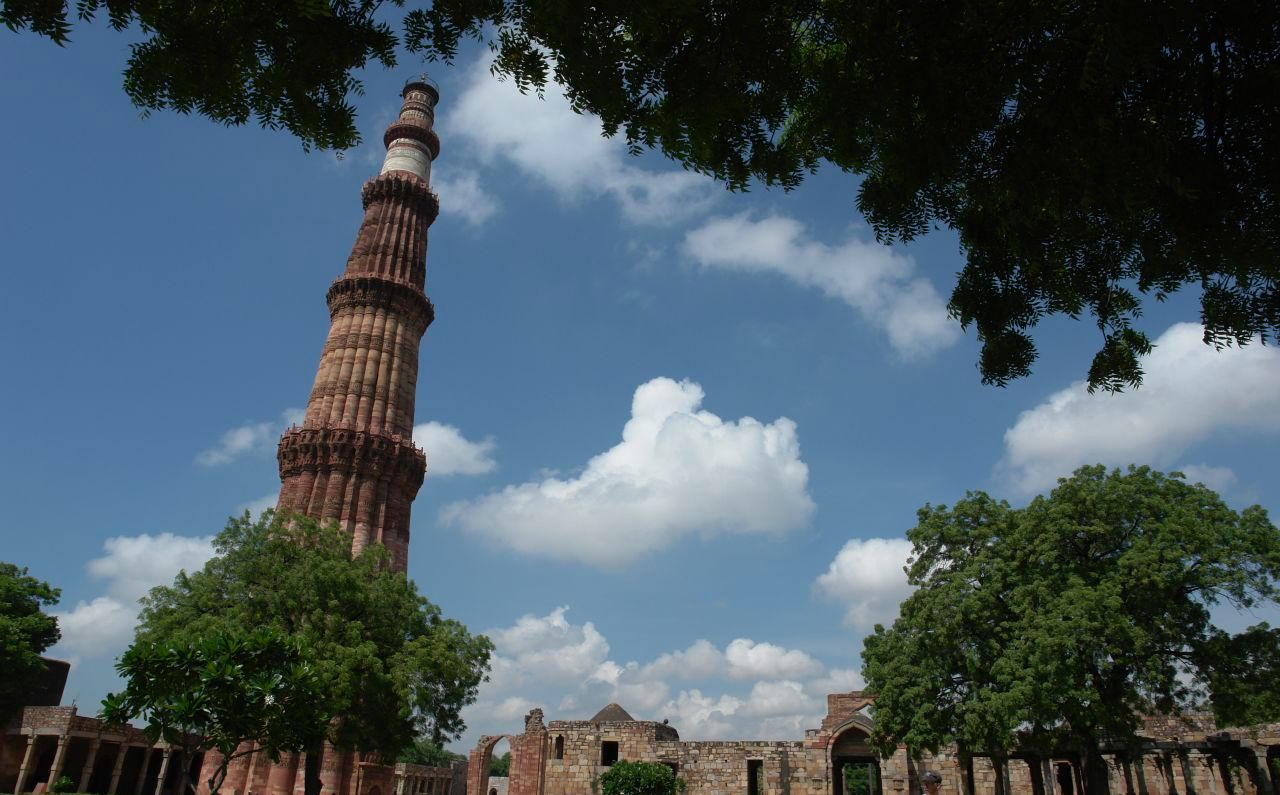
クトゥブ・ミナール。奴隷王朝のアイバクによって13世紀初頭にデリーに建てられたインド最古のミナレットで、後世に一部が破損したものの現在でも世界で最も高い72.5mの高さを誇っている。

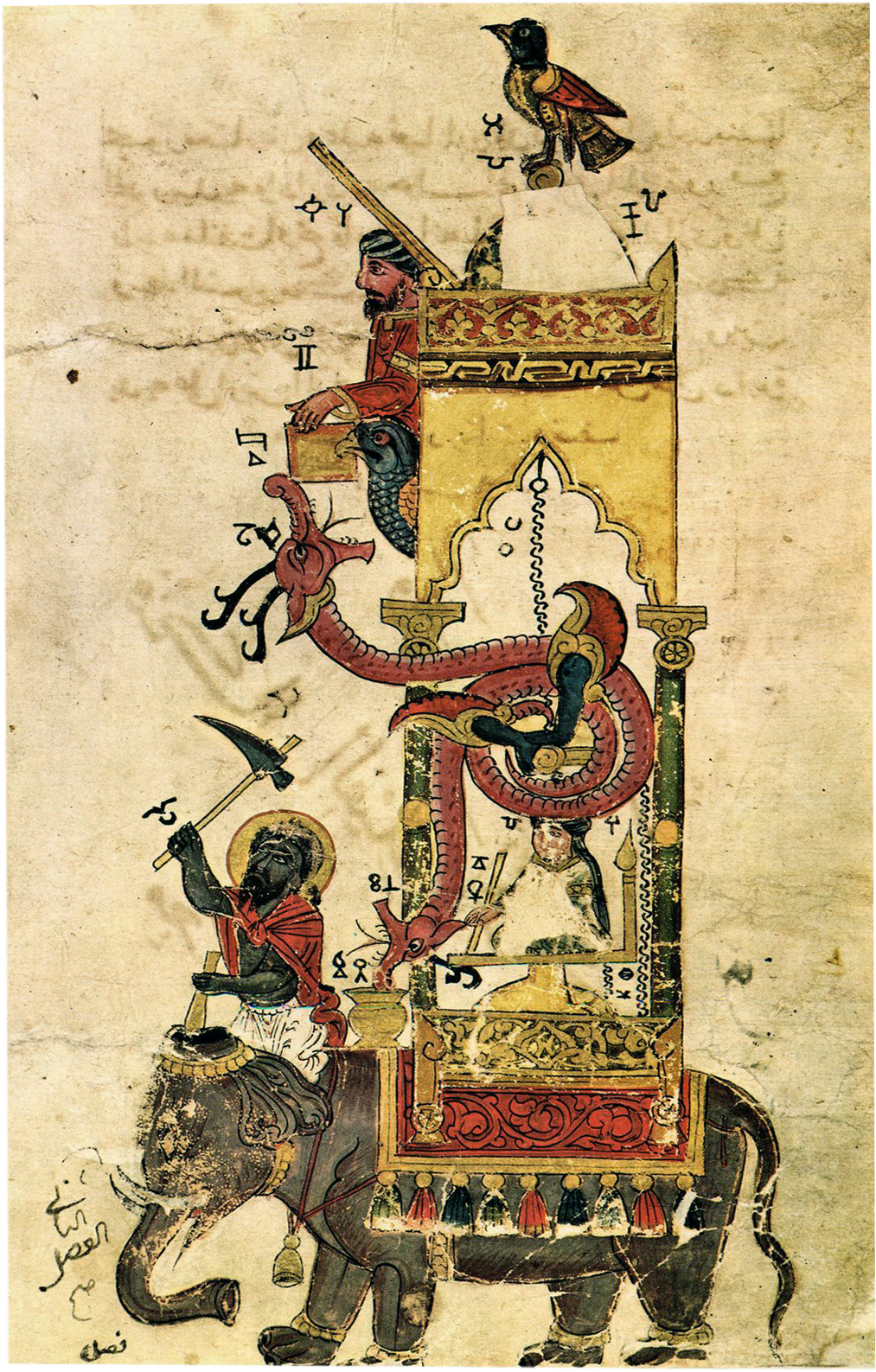
イスラム世界の機械工学。博識な技術者、であったジャザリーが1206年に著した『巧妙な機械装置に関する知識の書』は好評だったらしく多くの写本が残されている。画像はオートマタの技術を駆使した「象時計」。

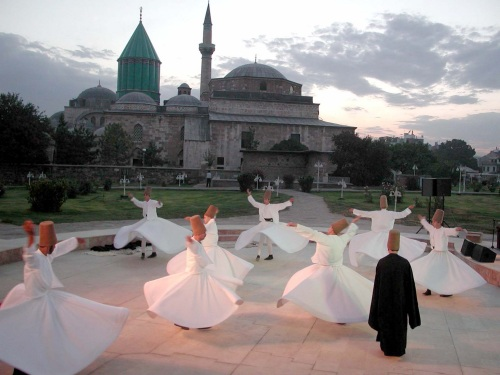
スーフィズムの高まり。忘我境の中で神との合一を果たすスーフィズムと呼ばれるイスラム神秘主義がルーミーによって大成された。画像はトルコのコンヤにあるルーミー廟の前で旋回舞踏を行うメヴレヴィー教団の人々。

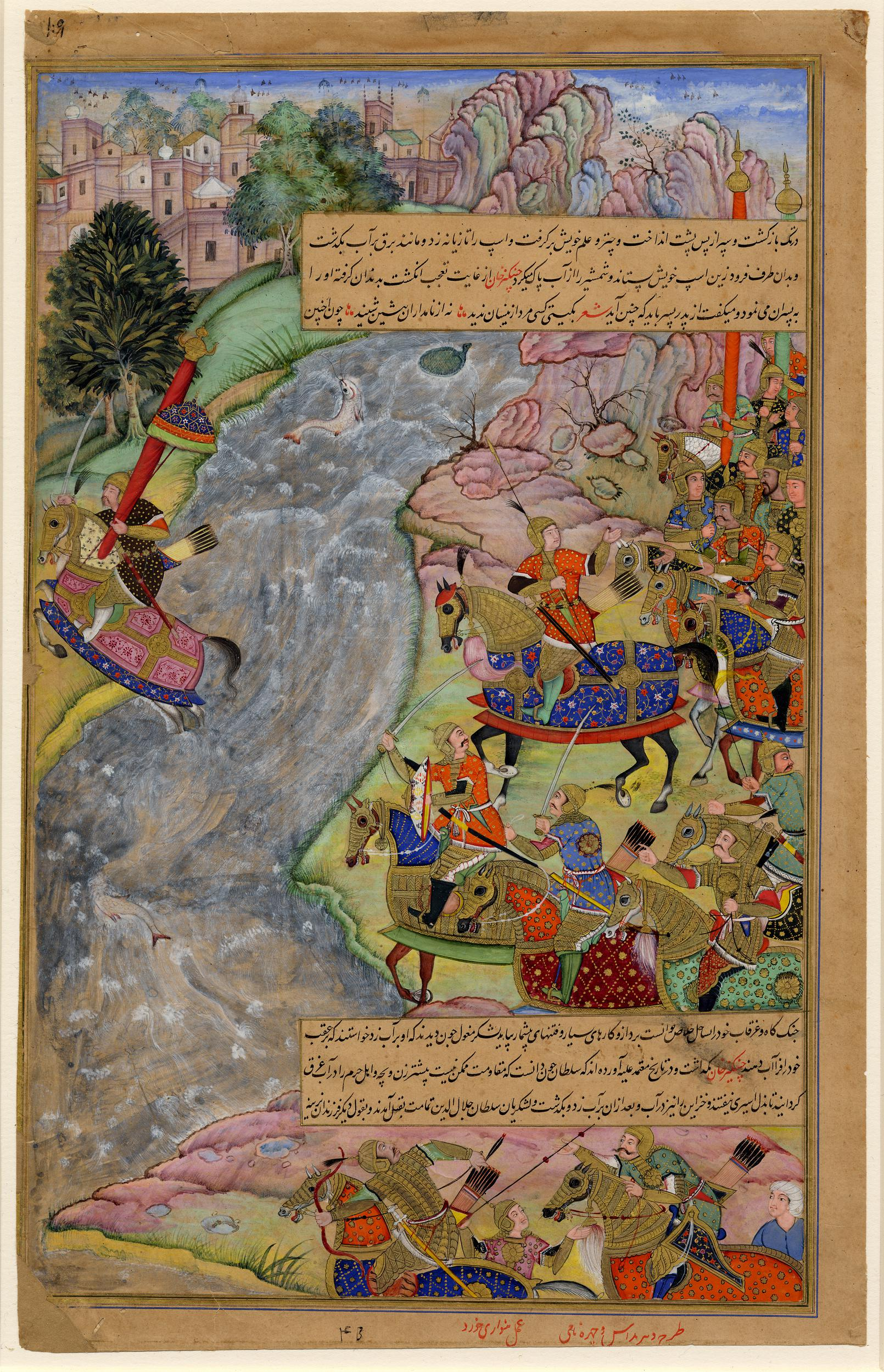
モンゴルのホラズム・シャー朝征服。中央アジアを支配していたホラズム・シャー朝もモンゴルの攻撃で崩壊した。画像はインダス河畔の戦いで敗北後も戦い続けたホラズム・シャー朝の君主ジャラールッディーン。

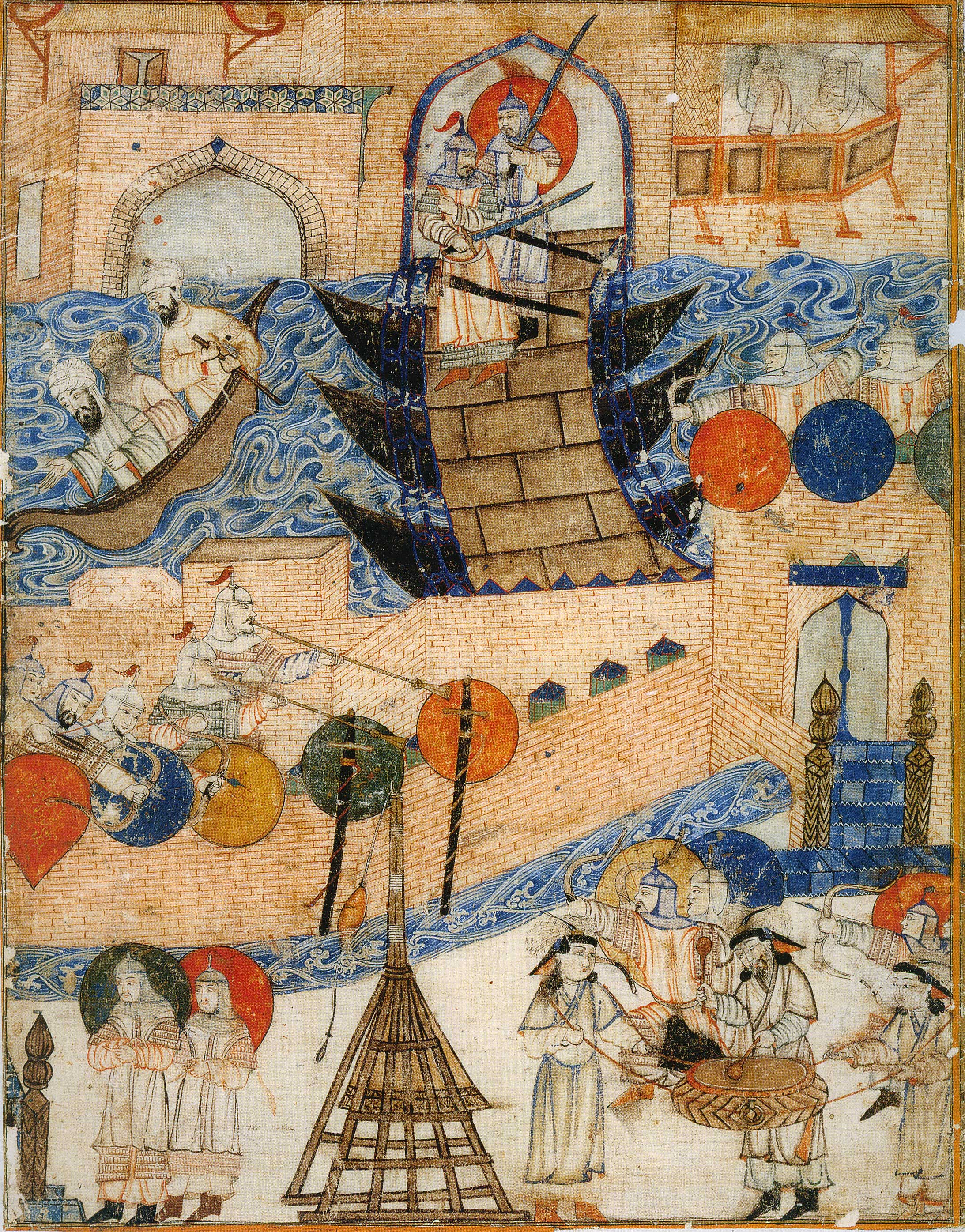
アッバース朝の滅亡。モンゴル人フラグの征西によりバグダードが陥落した。最後のカリフは処刑され市街は略奪と殺害が横行したと伝えられる。画像はラシード・ウッディーン『集史』の写本の挿絵。

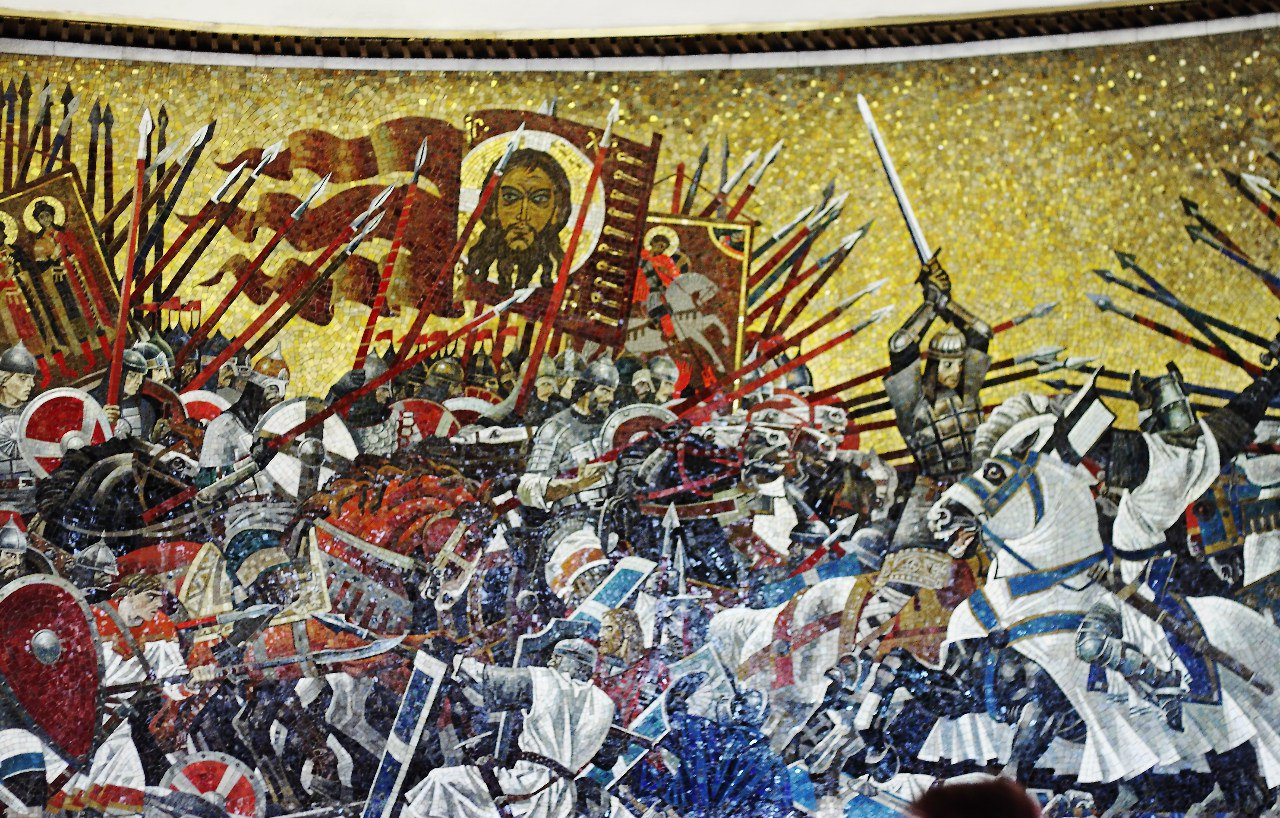
氷上の戦い。「ネヴァ川の勝者」としてスウェーデン軍を打ち破ったノヴゴロド公アレクサンドル・ネフスキーは、1242年には新たな敵であるドイツ騎士団を氷の張ったチュド湖で迎え撃ち勇猛さを轟かせた。画像は20世紀に作られた「氷上の戦い」のモザイク画。

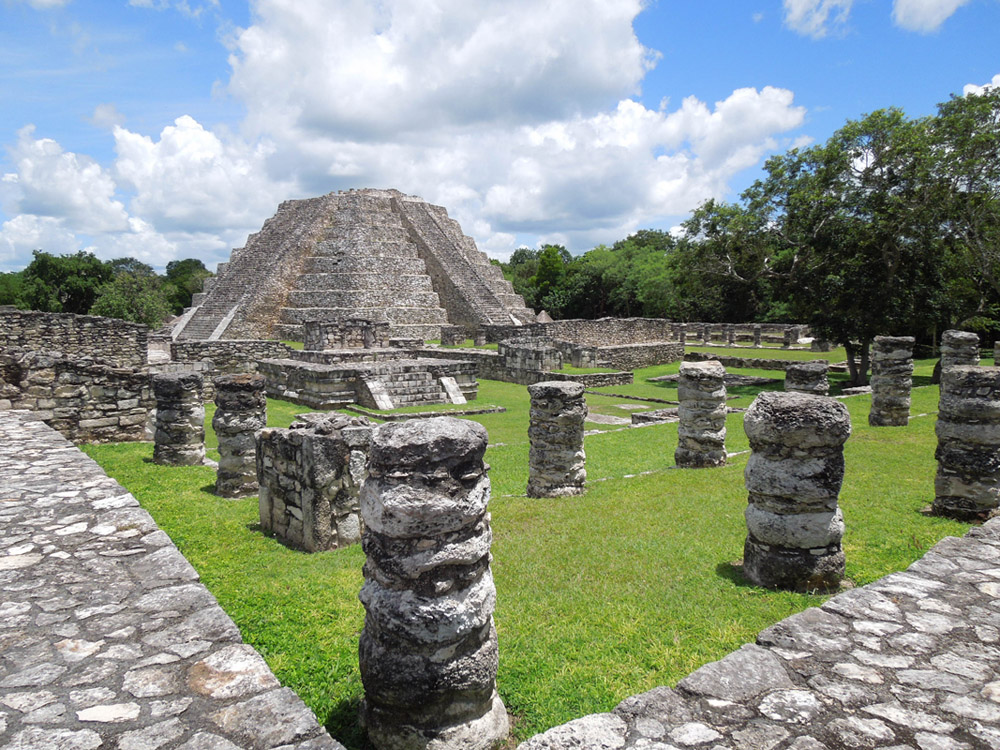
マヤパン。チチェン・イツァの支配が崩壊すると、1220年代にユカタン半島の新たなる政治の中心地が選定され、「マヤの旗」を意味する「マヤパン」と名付けられて、後古典期のマヤ都市国家連合の首都となった。

- モンゴル帝国の発展。
- 東ローマ帝国の衰微。
- オスマン帝国成立。
- インカ帝国の前身となるクスコ王国の成立。
- 托鉢修道会の成立。
- スターバト・マーテルの成立。
- 日本では鎌倉時代にあたる。

### 1200年代
- 1201年
  - 建仁の乱（城長茂の乱）。
  - コイテンの戦いで、テムジンがグル・カンのジャムカに率いられたモンゴル高原東部の諸部族を打ち破る。
- 1202年
  - フランス王フィリップ2世がイングランド王ジョンの大陸領土没収を宣言。
  - 教皇インノケンティウス3世が勧請した第4回十字軍がヴェネツィアに集結。
  - レオナルド・フィボナッチが『算盤の書』でヨーロッパにアラビア数字を紹介する。
  - シトー会のアルベルトがリガにリヴォニア帯剣騎士団を創設。
  - 源頼家が明菴栄西を開山に迎え京都建仁寺が創建される。
- 1203年
  - インド仏教の中心地だったヴィクラマシーラ寺院がイスラム軍に破却される。
    - ゴール朝の将軍ムハンマド・バフティヤール・ハルジーのベンガル制圧の一環として行われる。
    - この事件でインド仏教は滅亡したとされ、破壊を逃れた僧侶はチベットなどの近隣に亡命する。

  - 比企能員の変。源実朝が鎌倉幕府第三代将軍となる。前将軍源頼家が伊豆修禅寺に幽閉される。北条時政が初代執権に就任。
  - 運慶・快慶らにより東大寺南大門金剛力士像が完成する。
- 1204年
  - 第4回十字軍が東ローマ帝国の首都コンスタンティノポリスを攻撃し占領。
    - ヴェネツィアの協力を得てボードゥアン1世を皇帝とするラテン帝国が成立。
    - 東ローマ帝国はいったん断絶し、ニカイア帝国ほかの亡命政権が成立（ - 1261年）。

  - 伊賀・伊勢平氏の叛乱（三日平氏の乱）。前将軍源頼家が殺害される。
- 1205年
  - 藤原定家ら『新古今和歌集』編纂。
  - 畠山重忠の乱。牧氏事件により執権北条時政が追放される。北条義時が鎌倉幕府第2代執権に就任。
  - アドリアノープルの戦いで、カロヤン・アセン率いるブルガリア帝国軍がラテン帝国軍に大勝し、ラテン皇帝ボードゥアン1世が捕虜となる。
- 1206年
  - モンゴル諸族を統一したテムジンがクリルタイで推戴され、モンゴル帝国の初代皇帝（チンギス・カン）に即位。
  - 南宋の韓侂冑が金への北伐を行う（開禧北伐）。
  - インド北部でゴール朝の将軍クトゥブッディーン・アイバクが独立し奴隷王朝が成立。
  - テューリンゲン方伯の宮廷で「ヴァルトブルクの歌合戦」が開かれる。
- 1207年
  - 承元の法難。
  - 南宋の韓侂冑が暗殺される（玉津園の変）。
- 1208年 
  - 南宋と金の嘉定の和議（中国語版）。
- 1209年
  - 教皇インノケンティウス3世が小さき兄弟会（フランシスコ会）を認可。
  - 教皇インノケンティウス3世がイングランド王ジョンを破門する。
  - フランス王フィリップ2世によるアルビジョア十字軍始まる（ - 1229年）。
  - ケンブリッジ大学が創設される。

### 1210年代
- 1210年 
  - 土御門天皇が譲位し、第84代順徳天皇が即位。
  - 教皇インノケンティウス3世が神聖ローマ皇帝オットー4世を破門する。
  - 教皇インノケンティウス3世がアッシジのフランチェスコと会見。
- 1211年
  - ブルガリアのタルノヴォ主教会議でボゴミル派が異端とされる。
  - 西遼（カラ・キタイ）の帝位がナイマン部のクチュルクに簒奪される。
  - 天山ウイグル王国のバルチュク・アルト・テギンがモンゴル帝国に臣従する。
- 1212年
  - ナバス・デ・トロサの戦いでアルフォンソ8世のカトリック連合軍がムワッヒド朝揮下のイスラム連合軍を破る。
  - 少年十字軍。
  - プシェミスル朝のボヘミア国王オタカル1世が王国の世襲を認められる。
  - ブーヴィーヌの戦いでフランス王フィリップ2世がイングランド王ジョンに勝利。
  - 鴨長明の『方丈記』が書かれる。
- 1213年 
  - 西遼の耶律氏の血統が断絶。
  - 和田合戦。建暦3年の地震。
- 1214年 
  - モンゴルが中都を包囲し、金の宣宗は中都から開封へ遷都（貞祐の南遷（中国語版））。
  - 栄西が源実朝に『喫茶養生記』を献呈する。
- 1215年
  - 第4ラテラン公会議。
  - イングランド王国でマグナ・カルタが制定される。第一次バロン戦争（ - 1217年）。
  - ホラズム・シャー朝の君主アラーウッディーン・ムハンマドによってゴール朝が滅ぼされる。
- 1216年 
  - 教皇ホノリウス3世が説教者修道会（ドミニコ会）を認可。
- 1217年
  - ジャン・ド・ブリエンヌらによる第5回十字軍。
  - 源実朝が宋人陳和卿に命じ大型船を作らせるも渡航には失敗。
  - 日本人僧慶政が南宋へ渡る（ - 1218年）。
    - 慶政は南宋の泉州で紙本墨書南番文字を入手する。
- 1218年
  - モンゴルに西遼が滅ぼされる。西遼の旧領はチンギス・カンの次男チャガタイのウルス（所領）となる（チャガタイ・ハン国）。
  - オトラル事件により、モンゴルの通商使節団がホラズム・シャー朝に虐殺され、チンギス・カンの西征が始まる。
  - クメール王国が南宋の宮廷に遣使する。
  - レオン王国のアルフォンソ9世によりサラマンカ大学が創設される。
- 1219年
  - 鎌倉幕府第3代将軍源実朝が暗殺される。
    - 甥で下手人の公暁も誅殺され、源氏の嫡流が途絶える。
    - 大内守護源頼茂の乱に伴い大内裏（仁寿殿ほか）が炎上する。

  - 修道士フランチェスコがエジプトに赴き、マムルーク朝スルタンのアル・カーミルと会見する。
  - デンマーク王ヴァルデマー2世がエストニアに侵攻し、トームペア城（現在のタリン）を築く。

### 1220年代
- 1220年
  - アルプス山脈を南北に縦断するゴッタルド峠（ゴットハルト峠）が開通する。
  - モンゴルにホラズム朝が滅ぼされる。
  - 慈円が『愚管抄』を著す。
  - シーインタラーティットがタイのスコータイ朝を建国。
- 1221年
  - 承久の乱。
    - 順徳天皇が譲位し、第85代仲恭天皇が即位。後鳥羽上皇が鎌倉の北条義時追討の院宣を下す。
    - 北条政子の演説。瀬田・宇治の防衛を突破し、幕府軍が朝廷軍に勝利。六波羅探題を設置。
    - 後鳥羽上皇が隠岐へ、土御門上皇が阿波へ、順徳上皇が佐渡に流される。
    - 仲恭天皇は廃位され（九条廃帝）、第86代後堀河天皇が践祚（翌1222年に即位）。

  - モンゴル軍がインダス河畔の戦いに勝利しホラサーン地方やアフガニスタンに進軍。
    - バルフ・ヘラート・メルブ・ニーシャープール・バーミヤーンを占領し破壊する。

  - チチェン・イッツァのトルテカ・マヤ系支配者に対する反乱によりマヤパンが政治的中心地となる。
- 1222年
  - ケン・アロクによりジャワでシンガサリ朝が建国される。
  - アフガニスタンのカラホトで長春真人（丘長春）がチンギス・ハンに会見する。
  - ハンガリー国王アンドラーシュ2世により「1222年の金印勅書（英語版）」が発布される。
  - パドヴァ大学創建。
- 1223年
  - カルカ河畔の戦いで、モンゴル軍がロシア・ポロヴェツ連合軍に最初の勝利。
  - 道元が明全らと入宋する（ - 1227年）。
- 1224年
  - ナポリ大学創建。
  - 北条義時死去、伊賀氏事件、北条泰時が鎌倉幕府第3代執権に就任。
  - 女真文字の信牌（旅券）を持つ女真船が越後国寺泊に漂着する。
  - 南宋の太子趙竑が廃されて追放され（霅川の変（中国語版））、皇帝寧宗が死去の後に理宗が即位する。
- 1225年 
  - アイケ・フォン・レプゴーにより『ザクセンシュピーゲル（ザクセン法鑑）』が編纂される。
  - エルサレム女王イザベル2世と神聖ローマ皇帝フリードリヒ2世の結婚。
  - 大江広元死去、北条政子死去、評定衆の設置。
- 1226年
  - 藤原頼経が鎌倉幕府第4代将軍となる。
  - リミニの金印勅書で、ドイツ騎士団のプロイセン征服と領有が認められる。
  - 教皇ホノリウス3世がカルメル会を認可。
- 1227年
  - 六盤山にてチンギス・カン死去。
    - その三日後に興京が開城、モンゴルに西夏が滅ぼされる。

  - 教皇グレゴリウス9世が神聖ローマ皇帝フリードリヒ2世を破門。
  - ボルンホーフェトの戦い（英語版）でデンマークがホルシュタイン伯とハンザ同盟の連合軍に敗北。
  - 嘉禄の法難。洛中最古の木造寺院である大報恩寺本堂が建立される。
- 1228年
  - 破門された神聖ローマ皇帝フリードリヒ2世が第6回十字軍を起こす（破門十字軍）。
- 1229年
  - オゴデイがモンゴル帝国第2代皇帝となる。その息子グユクがエミルの所領を与えられる（オゴデイ・ウルス）。
  - ヤッファならびにテル・アジュル協定（英語版）の締結。
    - これによりアイユーヴ朝のアル・カーミルから皇帝フリードリヒ2世にエルサレムが返還される。

  - イフリーキーヤ総督アブー・ザカリーヤー1世がムワッヒド朝から独立しハフス朝が成立。
  - アラゴン王国のハイメ1世がバレアレス諸島のマヨルカ島を制圧。
  - イエメンのマンスール・ウマル1世がアイユーブ朝から独立しラスール朝が成立。
  - ベーメンの修道院で作成された中世最大の写本「ギガス写本（悪魔の聖書）」に残された最後の年号はこの年のもの。

### 1230年代
- 1230年
  - 寛喜の大飢饉（ - 1231年)。
- 1231年
  - 寛喜新制。
  - メルフィの会議において神聖ローマ皇帝フリードリヒ2世が『皇帝の書（リベル・アウグスタリス（英語版））』を発布する。
- 1232年
  - 後堀河天皇が譲位し、第87代四条天皇が即位。御成敗式目ができる。
  - 三峰山の戦いでモンゴル軍が完顔陳和尚率いる金軍を破る。
  - 高麗が開京から江華島に都を遷す。
- 1233年
  - 教皇グレゴリウス9世が異端審問制度を導入し、ドミニコ会に審問を委託する。
  - シュテディンガー十字軍（ - 1234年）。
- 1234年
  - モンゴルが蔡州城を制圧し、金が滅ぼされる。
  - 南宋の皇帝理宗が真徳秀らを登用し政治改革を行う（端平更化）。
  - 法然の弟子源智が大谷の坊舎を知恩院として再興。
  - バグダードにムスタンスィリーヤ学院（英語版）が建立される。
  - 教皇グレゴリウス9世による『グレゴリウス9世教皇令集』が出される。列聖は西方教会では教皇の専権行為となる。
- 1235年
  - モンゴルの首都カラコルムが建設される。
  - 神聖ローマ皇帝フリードリヒ2世による「マインツのラント平和令（帝国平和令）」。
- 1235年頃
  - キリーナの戦い（英語版）でスンジャタ・ケイタの率いるマンディンカ族が、スースー王国（英語版）から独立し、マリ王国を建国。
- 1236年 
  - カスティーリャ王フェルナンド3世がイスラム支配下のコルドバを奪取（コルドバ包囲戦 (1236年)（英語版））。
  - モンゴルのバトゥの征西が始まり、ヴォルガ川を超える。
  - 九条道家が円爾を開山に迎え京都東福寺が創建される。
  - 高麗高宗の命で高麗八万大蔵経の作成が始まる（ - 1251年）（現在は伽耶山海印寺が所蔵）。
- 1238年
  - タイでスコータイ朝成立。
  - 東ガンガ朝のナラシンハ・デーヴァ1世（英語版）が即位。
    - この王のもとでコナーラクのスーリヤ寺院が建設される。

  - アラゴン王ハイメ1世によるバレンシアの征服（アラゴン王国のレコンキスタ完了）。
- 1239年 
  - 教皇グレゴリウス9世が神聖ローマ皇帝フリードリヒ2世を再破門。
    - 皇帝フリードリヒ2世は教皇派のロンバルディア同盟を圧倒。
    - 皇帝党（ギベリン）のヴェローナが北イタリアを席巻し教皇党（ゲルフ）との対立が激化する。

  - フランス王ルイ9世がラテン皇帝ボードゥアン2世より購入した聖遺物「キリストの荊冠」がパリに運ばれる。

### 1240年代
- 1240年
  - ネヴァ河畔の戦いでノヴゴロド公アレクサンドル・ネフスキーがスウェーデン軍を破る。
  - モンゴルのバトゥがキエフを制圧しキエフ大公国が滅亡。
    - この時期までにルーシ各地がモンゴルの支配下におかれる（タタールの軛）。
- 1240年頃
  - 神聖ローマ皇帝フリードリヒ2世がカステル・デル・モンテを建設。
- 1241年
  - ワールシュタットの戦いでモンゴルのバトゥがドイツ・ポーランド諸侯連合軍を破る。
  - モヒの戦いでハンガリーが、オロモウツの戦いでモラヴィアがモンゴル軍に敗北する。
  - オゴデイ・カアンが死去、その第六皇后ドレゲネが摂政監国となる。
  - 南宋の皇帝理宗が周敦頤・張載・程顥・程頤・朱熹を孔子廟に従祀する。
  - リューベックとハンブルクと間に商業同盟が結ばれる（ハンザ同盟の起こり）。
  - ラスール朝がアイユーブ朝からメッカを奪取する。
- 1242年
  - 仁治三年の政変。
    - 四条天皇が死去（京洛政変）。
      - 泉涌寺で葬儀が営まれ陵墓が作られる（御寺（みてら）の始まり）。
      - 土御門上皇の皇子阿波院宮が第88代後嵯峨天皇として即位。

    - 執権北条泰時が死去（関東政変）。 北条経時が鎌倉幕府第4代執権に就任。

  - ポワティエ伯ユーグ10世らによるフランス王ルイ9世への反乱。
  - チュド湖上の戦い（氷上の戦い）でノヴゴロド公アレクサンドル・ネフスキーがドイツ騎士団を破る。
- 1243年
  - クメール朝カンボジアでジャヤーヴァルマン8世が即位し廃仏政策を行う（ - 1295年）。
  - キョセ・ダグの戦いで、モンゴル帝国がルーム・セルジューク朝とトレビゾンド帝国に勝利する。
  - バトゥがヴォルガ川下流域のサライを中心に独立する（ジョチ・ウルスの成立）。
- 1244年
  - 藤原頼嗣が鎌倉幕府第5代将軍となる。
  - 道元が越前永平寺を開く。
  - エルサレムが再びアイユーブ朝に奪回される。ラ・フォルビーの戦い。
  - 最後のカタリ派の根拠地モンセギュールが陥落する。
- 1245年
  - 第1リヨン公会議。
    - この会議の決定でプラノ・カルピニがモンゴル帝国へ派遣される。
    - 教皇インノケンティウス4世が神聖ローマ皇帝フリードリヒ2世を破門し廃位を宣言。

  - アラゴン王ハイメ1世がバレンシア王国を征服。
  - フランドル女伯マルグリット2世がブルージュのベギン会修道院を創設。
  - ヤロスラヴの戦いで、ハールィチ・ヴォルィーニ大公国がポーランド・ハンガリー連合軍に勝利。
- 1246年
  - 後嵯峨天皇が譲位し、第89代後深草天皇が即位。
  - 北条時頼が鎌倉幕府第5代執権に就任。寛元の政変（宮騒動）。
  - 摂政監国ドレゲネ召集のクリルタイでモンゴル帝国第3代皇帝グユクが即位。
    - グユクに教皇使節プラノ・カルピニが会見する。
    - 教皇宛に送られた「グユク・ハンの勅書（ヴァティカン図書館蔵）」はこの時のもの。

  - ライタ川の戦いでのオーストリア公フリードリヒ2世の戦死により、バーベンベルク家男系は断絶。
- 1247年
  - 宝治合戦（三浦氏の乱）。
- 1248年
  - フランス国王ルイ9世による第7回十字軍。
  - パリ・シテ島のサント・シャペル教会が献堂される。
  - ケルン大聖堂が着工される（最終的な完成は1880年）。
  - グユク・カンが死去。グユクの皇后オグルガイミシュが摂政監国として国政を担当。
  - マリーン朝がフェズを都として建国される。
- 1249年
  - アルガルヴェ地方のシルヴェスとファロを奪還し、ポルトガルのレコンキスタが終了。
  - フランス国王ルイ9世がエジプトのダミエッタを占領。

### 1250年代
- 1250年
  - マンスーラの戦いとファルスクールの戦い（英語版）でエジプトのマムルーク軍団が十字軍に勝利しルイ9世を捕虜とする。
    - マムルーク軍団はトゥーラーン・シャーを倒しシャジャル・アッ・ドゥッルを君主に擁立（マムルーク朝成立）。

  - スウェーデン王ビルイェル・ヤールによるフィンランド遠征（北方十字軍）。
- 1250年頃
  - ペルーのチムー王国チャンチャン遺跡近郊のパンパ・ラ・クルスの大量の人身供犠はこの時代のもの。
- 1251年
  - 了行法師らの謀反事件（建長の政変）。
  - 伽耶山海印寺の高麗版大蔵経が完成する。
  - 1251年の羊飼い十字軍（英語版）。
  - リトアニア大公ミンダウガスが初代リトアニア国王となる。
  - モンゴル帝国第4代皇帝モンケが即位。摂政監国だったオグルガイミシュが殺害される。
- 1252年
  - 宗尊親王が鎌倉幕府第6代将軍となる。
  - 高徳院大仏（鎌倉大仏）が着工される。
  - フィレンツェでフローリン金貨が発行される（近代貨幣制度の先駆け）。
  - カスティーリャ王アルフォンソ10世の命で作られた「アルフォンソ天文表」はこの年を基軸にしている。
  - 教皇インノケンティウス4世が回勅「異端の根絶について（英語版）（アド・エクスティルパンダ）」を発布。
- 1253年
  - モンケ・カアンの命によるフレグの征西が始まる。
  - クビライの雲南・大理遠征により大理が降伏する。
  - フランス国王ルイ9世の命でウィリアム・ルブルックがモンゴル帝国に派遣される。
  - 北条時頼が蘭渓道隆を開山に迎え建長寺が創建される。
  - ハールィチ・ヴォルィーニ大公ダヌィーロ・ロマーノヴィチがローマ教皇インノケンティウス4世からルーシ王の称号を授かる。
- 1254年 
  - 神聖ローマ皇帝コンラート4世死去し、大空位時代が始まる（ - 1273年）。
    - ホラント伯ウィレムが名目上の皇帝に選出され、「神聖ローマ帝国」の国号を初めて用いる。
    - ケルンやマインツがライン都市同盟を結成する。

  - フランス王ルイ9世がエジプトから持ち帰った「黒い聖母」をル・ピュイ＝アン＝ヴレのノートルダム大聖堂に奉献する。
- 1255年
  - ポルトガル王アフォンソ3世がコインブラからリスボンに遷都。
  - 聖ラザロ騎士団が教皇に正式に認可される。
  - ドイツ騎士団によりケーニヒスベルクが建設される。
- 1256年
  - 北条長時が鎌倉幕府第6代執権に就任。
  - クビライが閃電河河畔に開平府（後の上都（ザナドゥ））を築く。
  - 教皇アレクサンデル4世により各地の隠修士団体が統合され聖アウグスティノ修道会が成立する。
- 1257年
  - インドネシア・ロンボク島のサマラス火山（英語版）（リンジャニ山東側カルデラ）の大噴火。
  - アラムート城砦のニザール派がモンゴルに降伏する。
  - 正嘉鎌倉地震。
- 1258年
  - バグダードの戦いで勝利したモンゴルのフレグがバグダードへ入城。
    - カリフのムスタアスィムを処刑し、アッバース朝を滅ぼす。

  - シモン・ド・モンフォールらが国王ヘンリー3世にオックスフォード条項を認めさせる。
    - 翌1259年にウェストミンスター条項に拡大される。

  - 正嘉の飢饉。
- 1259年
  - モンケが合州城近郊の釣魚山にて陣没。
  - 後深草天皇が譲位し、第90代亀山天皇が即位。
  - 崔氏政権が倒れ、高麗がモンゴルに降伏。
  - ペラゴニアの戦いで、ニカイア帝国がエピロス・アカイア・シチリア連合軍に勝利する。

### 1260年代
- 1260年
  - クビライが開平府にて即位し、カラコルムのアリクブケと帝位を争い内戦になる。
  - 元で基本通貨となる交鈔「中統元宝交鈔（中統鈔）」が発行される。
  - 日蓮が『立正安国論』を著わし前執権の北条時頼に送る。
  - フレグがイラン・イラクで自立してフレグ・ウルス（イル・ハン国）が成立。
  - マムルーク朝がモンゴル軍をアイン・ジャールートの戦いで破る。マムルーク朝スルタンにバイバルスが即位。
  - フランスのシャルトル大聖堂が竣工し献堂式が行われる。
  - モンタペルティの戦い（英語版）で、シエーナがフィレンツェに勝利する。
  - ペラゴニアの戦いで、ニカイア帝国がラテン帝国・エピロス専制侯国の連合軍に勝利する。
- 1261年
  - ニカイア帝国がジェノヴァとニュムファエウム条約を締結し、帝国内での特権を承認し軍事援助を引き出す。
  - ニカイア帝国がラテン帝国からコンスタンティノポリスを奪回。
    - 東ローマ帝国が復活しパレオロゴス朝のミカエル8世が即位。

  - マムルーク朝のバイバルスがアッバース朝最後のカリフの叔父をカイロに迎え入れカリフ・ムスタンスィル2世として擁立。
  - チベット仏教サキャ派の僧侶パスパがモンゴル帝国の国師となる。
- 1262年 
  - ベルケ・フレグ戦争（英語版）。
  - ストラスブールが司教の支配を脱し、神聖ローマ帝国自由都市となる。
- 1263年
  - ラーグスの戦いで、スコットランド王アレグザンダー3世がノルウェー王ホーコン4世のスコットランド上陸を阻止し撃退。
  - リトアニア国王ミンダウカスが暗殺され、リトアニアに異教が復活する。
- 1264年
  - アリクブケがクビライに投降し、年号が至元と改まる。
  - 最初のモンゴルの樺太侵攻。
  - 北条政村が鎌倉幕府第7代執権に就任。
  - ポーランドでカリシュの法令発布。
  - 第二次バロン戦争（ - 1267年）。
- 1265年
  - 東ローマ皇帝ミカエル8世がモンゴル系諸国と同盟を結ぶ。
    - フレグ・ウルスのアバカには娘マリアを、ジョチ・ウルスのノガイには娘エウフロシュネーを娶わせる。

  - 「ド・モンフォールの議会」でオックスフォード条項とマグナカルタが正式に承認される。
    - 同年、国王ヘンリー3世はイーブシャムの戦いでシモン・ド・モンフォールを倒す。
- 1266年
  - 惟康親王が鎌倉幕府第7代将軍となる。この年で『吾妻鏡』の記載が終わる。
  - フランス王ルイ9世の弟シャルル・ダンジューがシチリア王カルロ1世となる。
    - ベネヴェントの戦いでカルロ1世はフリードリヒ2世の庶子マンフレーディを戦死させる。
- 1267年
  - クビライの命により燕京（後の大都）の都市改造が始まる。
    - 運河として通恵河が開削され、物資の集積地である都市内港の積水潭が建設される。

  - 忍性を開山として鎌倉極楽寺が整備される。
  - ムールベケのグイレルムスがアリストテレス『霊魂論（デ・アニマ）』をギリシア語原典から直接ラテン語に翻訳。
- 1268年
  - 北条時宗が鎌倉幕府第8代執権に就任。
  - タリアコッツォの戦いでシチリア王カルロ1世がコンラート4世の子コッラディーノに勝利。
    - コッラディーノ処刑によりホーエンシュタウフェン家が完全に断絶する。

  - マムルーク朝のバイバルスがアンティオキアを攻略しアンティオキア公国が滅亡する。
  - 哲学者ロジャー・ベーコンがフランシスコ会で断罪され投獄される。
- 1269年
  - マリーン朝がムワッヒド朝を滅ぼす。
  - パスパ文字が元の国字として公布される。
  - クビライの庶子アウルクチがチベット東部を支配する西平王に封じられる。
  - ボナヴェントゥラが『清貧擁護論』を執筆。

### 1270年代
- 1270年
  - フランス国王ルイ9世による第8回十字軍。ルイ9世はチュニスで熱病にかかり死去。
  - パリ司教エティエンヌ・タンピエによる13命題の異端宣言。
  - エチオピアでザグウェ朝を滅ぼしたイクノ・アムラクがソロモン朝を興す。
- 1271年
  - クビライが大都を首都と定め、国号を大元（元）と称した。
  - 高麗の世子（後の忠烈王）がクビライの王女クトゥルク＝ケルミシュと結婚。
  - マムルーク朝のバイバルスが十字軍の城クラック・デ・シュヴァリエを攻略。
  - イギリス王太子エドワードによる第9回十字軍。
    - 王子エドワードはイルハン朝のアバカへ使者を送る（アバカとの同盟）。

  - 元使の趙良弼が来日。
  - 龍ノ口法難の後、日蓮が佐渡島に流される。
- 1272年
  - 元使の趙良弼が再来日。
  - 二月騒動で、北条氏名越流や時宗の異母兄時輔らが討伐される。
  - 親鸞の娘覚信尼により大谷廟堂が建立される（後の本願寺の起源）。
  - 陳朝で黎文休（ベトナム語版）らによる最初のベトナム編年体通史『大越史記』が編纂される。
- 1273年
  - ハプスブルク家のルドルフ1世が神聖ローマ帝国君主に選ばれ、大空位時代終わる。
  - ボードゥアン2世の死去に伴い、シチリア王カルロ1世がラテン帝国継承権を獲得。
  - トマス・アクィナスが『神学大全』の著述を終える。
  - モンゴルが済州島（耽羅）を征服し、三別抄の乱が鎮圧される。
  - モンゴルが襄陽・樊城の戦いで南宋の呂文煥を降伏させる。この戦いでイスラム式の回回砲が用いられる。
  - 文永新制。
- 1274年
  - 文永の役。
  - 第2リヨン公会議。
  - サン・ドニ修道院による『フランス大年代記（英語版）』プリマ版がフランス王フィリップ3世に献呈される。
- 1275年
  - 北条時宗の命で元の使者杜世忠らを龍ノ口刑場で斬る。
  - 丁家洲の戦いで、南宋が元に敗北し、宰相賈似道が逃亡、途上で暗殺される。
  - マリーン朝のアブー・ユースフ・ヤアクーブがイベリア半島に上陸しエシハの戦い（英語版）でカスティーリャ軍に勝利。
  - マムルーク朝のバイバルスがヌビアのキリスト教国マクリア（英語版）を攻撃し臣従させる。
- 1275年頃
  - 北条実時が称名寺に金沢文庫を創設する。
- 1276年
  - 博多湾に沿って防塁を築く。
  - 元が南宋の都臨安（杭州）を制圧し、摂政謝太后と恭帝が降伏する。
  - エルビスターンの戦い（英語版）で、マムルーク朝のバイバルスがモンゴル軍に勝利。同年バイバルスはダマスカスで病没。
- 1277年
  - パリ司教エティエンヌ・タンピエによる219命題の異端宣言。
  - 地中海のジェノヴァのガレー船がフランドルのブリュージュ外港のズウィン湾に到着。
    - これにより地中海から大西洋を経由し北海・バルト海を結ぶ商業航路が開かれる。

  - イヴァイロの反乱（英語版）によりブルガリアで農民皇帝イヴァイロが即位。
- 1278年
  - マルヒフェルトの戦いで神聖ローマ皇帝ルドルフ1世がベーメン王オタカル2世に勝利。
  - フランスのフォア伯とスペインのウルヘル司教の共同領主権のもとでアンドラの自治が認められる。
  - ロジャー・ベーコンがフランシスコ会に断罪され投獄される。
- 1279年
  - 崖山の戦いで、陸秀夫は幼帝趙昺を伴って入水、元が南宋を完全に滅ぼし、150年ぶりに中国を統一する。
  - 北条時宗が元の使者周福らを再度斬首する。
  - チョーラ朝とホイサラ朝の連合軍がパーンディヤ朝軍に敗北し、チョーラ朝は滅亡。
  - シチリア王カルロ1世がナポリのカステル・ヌォーヴォ（英語版）（マスキオ・アンジョイーノ）を建設（ - 1282年）。

### 1280年代
- 1280年
  - 元で郭守敬が「授時暦」を完成させる。
- 1281年
  - 亀山天皇が譲位し、第90代後宇多天皇が即位。
  - 弘安の役。
  - 教皇マルティヌス4世が東ローマ皇帝ミカエル8世を破門にする。
- 1282年
  - シチリアの晩祷事件。
  - ウェールズ公ルウェリン・アプ・グリフィズがイングランド王エドワード1世に敗れ、ウェールズは独立を喪失。
  - 神聖ローマ皇帝ルドルフ1世がオーストリア・シュタイアーマルクを獲得。
  - 元への帰順を拒み南宋の遺臣文天祥が刑死する。
  - 北条時宗が無学祖元を開山に迎え円覚寺が創建される。
  - 日蓮が武蔵国池上郷で死去、その滞在地が池上本門寺となる。
- 1283年
  - 元で京杭大運河（済州河・会通河・通恵河)の改修が始まる（ - 1292年）。
  - 元軍がアンコール・トムに侵攻する。
- 1284年
  - 北条貞時が鎌倉幕府第9代執権に就任。安達泰盛らによる弘安徳政の実施。
  - ドイツ・ハーメルンで約130人の子供が集団失踪（「ハーメルンの笛吹き男」伝説のおこり）。
  - ナポリ湾の海戦（英語版）でアラゴン王ペドロ3世がナポリ王カルロ1世に勝利し、アラゴン十字軍が始まる。
  - メロリアの海戦 (1284年)（英語版）でジェノヴァがピサに勝利し、ティレニア海の覇権を握る。
- 1285年
  - 霜月騒動にて平頼綱が安達泰盛らを討つ。
  - クビライが三度目の征東行省を設置（第三次日本侵攻を計画するも実現せず）。
- 1287年
  - 後宇多天皇が譲位し、第92代伏見天皇が即位。
  - パガンの戦いで元朝がパガン朝を滅ぼす。下ビルマのペグー朝が独立する。
  - 元朝でナヤン・カダアンの乱（ - 1292年）。
  - 「聖ルチア祭の洪水（英語版）」で、ゾイデル海の開口部が北海とつながる。
- 1288年
  - 白藤江の戦いで陳朝ベトナムが元朝に勝利。
  - イルハン朝の使節ラッバーン・バール・サウマがローマ教皇ニコラウス4世ほか各国君主と会見。
- 1289年
  - 久明親王が鎌倉幕府第8代将軍となる。
  - マムルーク朝が十字軍支配のトリポリを占領。
  - 高麗の僧一然が死去、この時期までに高麗の歴史書『三国遺事』の執筆が終わる。

### 1290年代
- 1290年
  - 浅原事件。
  - 奴隷王朝を倒してハルジー朝が成立する。
  - イングランド王エドワード1世がユダヤ人追放令を布告。
  - ポルトガル王国のディニス1世がコインブラ大学を創設する。
- 1291年
  - イルハン国のアルグンの書簡が教皇ニコラウス4世とフランス王フィリップ4世のもとに届く。
  - マムルーク朝のアシュラフ・ハリールが十字軍の最後の拠点のアッコを陥落させる。
  - ジェノヴァ商人ヴィヴァルディ兄弟が地中海からモロッコに到達し大西洋へと出航する。
  - ウーリ・シュヴィーツ・ウンターヴァルデンの三州による原初同盟が結ばれる（スイス連邦の始まり）。
  - 亀山法皇が無関普門を開山に迎え南禅寺が創建される。
- 1293年
  - 九州に鎮西探題を置く。
  - 鎌倉大地震（永仁鎌倉地震）。この地震の混乱で平頼綱が誅殺される（平禅門の乱）。
  - 竹崎季長が『蒙古襲来絵詞』を完成させ、甲佐神社へ奉納する。
  - 元のジャワ遠征。
  - 元から来たコケジンがホルムズに到着する。
  - ポルトガル王ディニス1世が海難事故に備えての商人たちの共同基金を認可（海上保険の始まり）。
- 1294年
  - ラデン・ウィジャヤ（英語版）が元朝をジャワから追い払い、マジャパヒト王国を建てる。
  - クビライが死去し、テムルがモンゴル帝国（元）の第6代カアンとなる。
  - 宣教師ジョヴァンニ・ダ・モンテコルヴィーノが大都に到着。
  - ケレスティヌス5世が在位半年で教皇を退位し、ボニファティウス8世が教皇となる。
- 1295年
  - バイドゥを倒したガザン・ハン（前年にイスラム教に改宗）がイルハン国の君主となる。
  - イングランド王エドワード1世による模範議会が招集される。
  - スコットランドとフランスが「古い同盟」を結ぶ。
  - マルコ・ポーロがヴェネツィアに帰国する。
  - クメール朝カンボジアのジャヤーヴァルマン8世が崇仏派のインドラヴァルマン3世（カンボジア）（英語版）により暗殺される。
- 1296年
  - イングランド王エドワード1世がスコットランドよりスクーンの石を奪う。
  - 元の使節周達観がクメール朝カンボジアに来訪。
- 1297年
  - 鎌倉幕府が永仁の徳政令を出す。
  - スターリング・ブリッジの戦いで、ウィリアム・ウォレス率いるスコットランド軍がイングランド軍を撃破。
  - フランソワ・グリマルディらがモナコの要塞を占拠（モナコ公国の始まり）。
- 1298年
  - フォールカークの戦いで、エドワード1世率いるイングランド軍がスコットランド軍を撃破。
  - コルチュラの戦いでジェノヴァがヴェネツィアに勝利、マルコ・ポーロが捕虜となる。
  - 伏見天皇が譲位し、第93代後伏見天皇が即位。
- 1299年
  - オスマン1世がイェニシェヒルを占領、ルーム・セルジューク朝から独立を宣言しオスマン朝成立。
  - 教皇ボニファティウス8世の命でコロンナ家の反乱が鎮圧され、パレストリーナ市街が破壊される。
  - 元の成宗が禅僧一山一寧を使者として日本に送る。
  - 『一遍聖絵（一遍上人絵伝）』（清浄光寺蔵）が円伊によって描かれる。

### 1300年代
- 1300年 - 教皇ボニファティウス8世によりこの年が最初の「聖年（Iobeleus）」とされる。
- 1300年頃 - スウェーデンによるフィンランド遠征（北方十字軍の完了）。

## 人物

### モンゴル世界
- チンギス・カン（1167年 - 1227年） - モンゴル帝国の創始者（在位1206年 - 1227年）
- ジョチ（1177年/1184年? - 1225年）- チンギス・カンの長男・ジョチ・ウルスの祖
- チャガタイ（1185年/1186年? - 1242年） - チンギス・カンの次男・チャガタイ・ハン国（チャガタイ・ウルス）の祖
- オゴデイ（1186年 - 1241年） - モンゴル帝国の第2代カアン（在位1229年 - 1241年）
- グユク（1206年 - 1248年） - モンゴル帝国の第3代カアン（在位1246年 - 1248年）
- バトゥ（1207年 - 1256年） - ジョチ・ウルスのハン（在位1225年 - 1256年）・ロシアや東欧を制圧
- モンケ（1209年 - 1259年） - モンゴル帝国の第4代カアン（在位1251年 - 1259年）
- クビライ （1215年 - 1294年） - モンゴル帝国第5代カアン（在位1260年 - 1294年）・中国元朝（大元ウルス）の創始者
- フレグ（1218年 - 1265年） - イル・ハン国（フレグ・ウルス）の創始者（在位1260年 - 1265年）・アッバース朝を滅ぼす
- アリクブケ（? - 1266年） - クビライの弟・クビライと帝位を争う（モンゴル帝国帝位継承戦争）
- カイドゥ（? - 1301年） - オゴデイの孫・クビライに対し反乱を起こす（カイドゥの乱）
- アタカイ（1234年 - 1289年） - 元の将軍・日本討伐軍の総司令官・東路軍と江南軍を編成して戦うが敗北する
- バヤン（1236年 - 1294年） - 元の将軍・クビライの重臣・南宋討伐軍の総司令官として臨安を降伏させる
- アルグン（1258年？ - 1291年） - イルハン朝の第4代君主（在位1284年 - 1291年）・バール・サウマを教皇ニコラウス4世に派遣
- ラッバーン・バール・サウマ（1220年代 - 1294年） - ネストリウス派キリスト教（景教）の聖職者・モンゴル帝国から欧州諸国を歴訪
- ガザン（1271年 - 1304年） - イル・ハン国の第7代君主（在位1295年 - 1304年）・アルグンの息子でイスラム教に改宗

### イスラム世界
- ジャザリー（1136年 - 1206年） - ジャズィーラ出身のアラブ人機械工学者・数学者・著書『巧妙な機械装置に関する知識の書』で知られる
- ムハンマド・バフティヤール・ハルジー（？ - 1206年） - インド・マムルーク朝の将軍・アイバクに仕えムスリムとしてはじめてベンガルを征服し仏教教団に打撃を与えた
- ラーヴァンディー（？ - 1207年以降） - ルーム・セルジューク朝に仕えた歴史家・同王朝の歴史書『胸の安らぎと喜びの証し』を執筆
- アッタール（1140年代頃 - 1221年頃） - ペルシアの神秘主義詩人・代表作に『鳥の言葉』『神秘主義聖者列伝』がある
- ムイーヌッディーン・チシュティー（1141年 - 1236年） - 北インドのスーフィー聖者・チシュティー教団（タリーカ）を発展させアジュメール修道場を設置
- イブン・アスィール（1160年 - 1233年） - ザンギー朝に仕えた歴史家・『完史』『アターベク王朝における輝かしき歴史』の著作がある
- イブン・アラビー（1165年 - 1240年） - アンダルシア出身のイスラム神秘主義者・「存在一性論」を提唱し『叡知の根源』を執筆
- クトゥブッディーン・アイバク（？ - 1210年） - 奴隷王朝の創始者で初代スルターン（在位1206年 - 1210年）・クトゥブ・ミナールを建設
- ムハンマド・ナースィル（？ - 1213年） - ムワッヒド朝の第4代アミール（在位1198年 - 1213年）・ナバス・デ・トロサの戦いで敗北
- ジャラールッディーン・メングベルディー（？ - 1231年） - ホラズム・シャー朝の第8代スルターン（在位1220年 - 1231年）・モンゴル軍の西征に抵抗
- ヤフーヤ・イブン・マフムート・アル・ワシティ（英語版）（13世紀前半） - バグダードの挿絵画家・アル・ハリーリーの『マカーマート』の挿絵で有名
- ファリドゥッディーン・ガニシャカル（1173年 - 1266年） - インドのイスラム神秘主義者・イスラム教とヒンドゥー教の融和思想の基礎を築く
- ヤークート・アル＝ハマウィー（1179年 - 1229年） - アナトリア出身の地理学者・『地理学辞典』の他に『学者文人事典』『類語辞典』を編纂
- アル＝カーミル（1180年 - 1238年） - アイユーブ朝の第5代スルターン（在位1218年 - 1238年）・エルサレムを一時十字軍に返還
- サアディー（1184年？ - 1291年？） - ペルシアの神秘主義詩人・『果樹園』『薔薇園』の著者・サアディー廟も有名
- イブン・バイタール（1188年 - 1248年） - アンダルシア出身の医師・植物学者。アル＝カーミルに仕え『薬と栄養全書』ほかを執筆
- ムハンマド1世（1191年 - 1272年） - ナスル朝の初代君主（在位1238年 - 1272年）・第三次ターイファ時代を制しグラナダに勢力を確立
- ジューズジャーニー（1193年？ - ？） - 奴隷王朝のイラン人歴史家・君主イルトゥトゥミシュに仕え主著に『タバカーテ・ナースィリー』がある
- ナスィールッディーン・トゥースィー（1201年 - 1274年） - ペルシアの学者・『ナースィルの倫理学』や『イルハン天文表』がある
- サーリフ（1201年 - 1249年） - アイユーブ朝の第7代スルターン（在位1240年 - 1249年）・エルサレムを十字軍から奪還
- ラズィーヤ（1205年 - 1240年） - 奴隷王朝の第4代スルターン（女性でスルターナ）（在位1236年 - 1240年）・男装して政治を行うが殺害される
- ルーミー（1207年 - 1273年） - ペルシアの神秘主義詩人・『シャムセ・タブリーズ詩集』の著者・メヴレヴィー教団の開基
- アブー・ザカリーヤー1世（？ - 1249年） - ハフス朝の建国者（在位1228年 - 1249年）・ムワッヒド朝から独立しイフリーキヤを支配
- シャジャル・アッ・ドゥッル（？ - 1257年） - アイユーブ朝スルターンのサーリフの夫人・マムルーク朝の初代スルターン（在位1250年）
- ムスタアスィム（1212年 - 1258年） - バグダードのアッバース朝最後（第37代）のカリフ（在位1242年 - 1258年）
- イブン・アル・ナフィス（1213年 - 1288年） - シリア出身の医師・代謝の概念をまとめあげ「循環理論の父」と呼ばれる
- バイバルス（? - 1277年） - マムルーク朝の第5代スルターン（在位1260年 - 1277年）・十字軍やモンゴル軍を撃退した英雄
- アル・ムスタンスィル（？ - 1277年） - ハフス朝の第2代君主（在位1249年 - 1277年）・ルイ9世の第8回十字軍を撃退
- アブー・ユースフ・ヤアクーブ（？ - 1286年） - マリーン朝の君主（在位1259年 - 1286年）・ムワッヒド朝を滅ぼし「戦闘王」と呼ばれる
- ギヤースッディーン・バルバン（？ - 1287年） - 奴隷王朝の第9代スルターン（在位1266年 - 1287年）・イルトゥトゥミシュ家を倒し恐怖政治を行う
- ジュヴァイニー（1226年 - 1283年） - イルハン朝の政治家・歴史家・歴史書『世界征服者の歴史』の著者
- アシュラフ・ハリール（？ - 1293年） - マムルーク朝の第9代スルターン（在位1290年 - 1293年）・十字軍の最後の要衝アッコを奪取
- ユヌス・エムレ（1240年頃 - 1321年頃）- アナトリア西部出身の詩人・民衆のトルコ語をもっとも初期に用いた神秘主義詩人で近代文学にも影響
- アミール・ホスロー（1253年 - 1325年） - デリー・スルターン朝の諸王朝に仕えた詩人・宗教歌謡カッワーリーの祖で「インドの鸚鵡」と呼ばれる
- イブン・タイミーヤ（1263年 - 1328年） - マムルーク朝の神学者・ハンバル派法学者・イスラム神秘主義を批判し神と人間の絶対的不同を唱える
- ジャラールッディーン・ハルジー（? - 1296年） - デリー・スルターン朝のハルジー朝の創始者で初代スルターン（在位1290年 - 1296年）

### アフリカ
- ゲブレ・メスケル・ラリベラ（生没年不詳） - エチオピアのザグウェ朝の王（在位13世紀前半）・ラリベラの岩窟教会群を建設

### キリスト教世界

#### 東ローマ帝国・ラテン帝国・ニカイア帝国
- アレクシオス4世アンゲロス（1182年 - 1204年） - 東ローマ皇帝（在位1203年 - 1204年）・第4回十字軍により帝位に就くが内紛で戦死
- ボードゥアン1世（1172年 - 1205年） - ラテン帝国の初代皇帝（在位1204年 - 1205年）・ブルガリア帝国との戦いで捕虜となり獄死
- テオドロス1世ラスカリス（1175年頃 - 1222年） - ニカイア帝国の初代皇帝（在位1205年 - 1222年）・第4回十字軍を逃れ亡命政権樹立
- エンリコ・ダンドロ（1107年? - 1205年） - ヴェネツィア共和国元首・第4回十字軍を東ローマ帝国に方向転換させる
- ジョフロワ・ド・ヴィルアルドゥアン（1150年頃 - 1218年頃） - 歴史家・第4回十字軍に従軍し『コンスタンティノポリス征服記』を執筆
- ジャン・ド・ブリエンヌ（1148年 - 1237年） - エルサレム王（在位1210年 - 1212年）・ラテン帝国皇帝（在位1231年 - 1237年）
- ニケタス・コニアテス（1150年 - 1213年） - 東ローマ帝国の政治家・第4回十字軍に遭遇して亡命・歴史家として『年代記』を執筆
- ゲオルギオス・アクロポリテス（英語版）（1217年 - 1282年） - 東ローマ帝国の帝都大学総長・第2リヨン公会議に出席・歴史家として『年代記』を執筆
- ミカエル8世（1224年 - 1282年） - 東ローマ皇帝（在位1261年 - 1282年）・ラテン帝国を滅ぼしパレオロゴス朝の創始者となる
- ゲオルギオス・パキュメレス（英語版）（1242年 - 1310年） - 東ローマ帝国の学者・アクロポリテスの著作を継ぐ『歴史』を書く・東西教会合同には反対

#### 東欧・カフカス
- タマル・バグラティオニ（1160年? - 1213年） - グルジアの女王（在位1184年 - 1213年）・セルジューク朝を駆逐しグルジア全盛を現出
- カロヤン・アセン（1168年/1169年 - 1207年） - 第二次ブルガリア帝国の皇帝（在位1197年 - 1207年）・ラテン帝国に勝利を収める
- ショタ・ルスタヴェリ（1172年 - 1216年） - グルジアの詩人・官吏としてタマル女王に仕える・長編叙事詩『豹皮の騎士』を残す
- サヴァ（1174年頃 - 1236年）  - セルビアの初代大主教・父ステファン・ネマニャとともにヒランダル修道院を設立・正教会の聖人
- アンドラーシュ2世（1177年 - 1235年） - アールパード朝のハンガリー国王（在位1205年 - 1235年）・第5回十字軍に参加・金印勅書を発布
- ミハイル2世（1179年 - 1246年） - チェルニゴフ公・キエフ大公（在位1238年 - 1246年）・モンゴルに抵抗し殺害され聖人となる
- ヘンリク2世（1196年頃 - 1241年） - ピャスト朝のポーランド大公（在位1238年 - 1241年）・ワールシュタットの戦いで戦死
- ベーラ4世（1206年 - 1270年） - アールパード朝のハンガリー国王（在位1235年 - 1270年）・モンゴル軍により荒廃したハンガリーを復興させる
- アレクサンドル・ネフスキー（1220年 - 1263年） - ノヴゴロド公・ウラジーミル大公（在位1252年 - 1263年）・中世ロシアの英雄
- オタカル2世（1230年？ - 1278年） - プシェミスル朝のボヘミア王（在位1253年 - 1278年）・ルドルフ1世と神聖ローマ皇帝位を争い戦死

#### イタリア
- インノケンティウス3世（1161年 - 1216年） - ローマ教皇（在位1198年 - 1216年）・教皇権全盛期の教皇・ジョン王を屈服させる
- グレゴリウス9世（1143年？ - 1241年） - ローマ教皇（在位1227年 - 1241年）・十字軍をめぐるフリードリヒ2世との確執で有名
- レオナルド・フィボナッチ（1170年頃 - 1250年頃） - イタリアの数学者・『算盤の書』でアラビア数字のシステムをヨーロッパに導入
- ジャコモ・ダ・レンティーニ（？ - 1250年） - シチリア派の詩人・フリードリヒ2世の宮廷では公証人として活躍・ソネット（十四行詩）の創始者
- アッシジのフランチェスコ（1182年 - 1226年） - イタリアの修道士・フランシスコ会（小さき兄弟の修道会）の創設者
- プラノ・カルピニ（1182年 - 1252年） - フランシスコ会士・教皇インノケンティウス4世によってモンゴル帝国に派遣される
- アッシジのキアラ（1194年 - 1253年） - フランシスコ会女子修道会キアラ（クララ）会の創設者・「もう一人のフランチェスコ」と呼ばれる
- パドヴァのアントニオ（1195年 - 1231年） - ポルトガル生まれのフランシスコ会士・神学者・説教に優れ死後は教会博士となる
- チェラーノのトマス（英語版）（1200年頃 - 1265年頃） - フランシスコ会士・フランチェスコの『第一伝記』と『第二伝記』を執筆・聖歌「怒りの日」も有名
- ヴェローナのペトルス（英語版）（1206年頃 - 1252年頃） - ドミニコ会士・異端審問官・説教で異端を論破したがミラノ近郊で殺害され列聖される
- ジョヴァンニ・ダ・プロチダ（英語版）（1210年 - 1298年） -  皇帝フリードリヒ2世の侍医・アラゴンや東ローマと組み・シチリアの晩祷事件を画策したか
- ブルネット・ラティーニ（英語版）（1210年頃 - 1294年） - フィレンツェの政治家・詩人・ダンテの師・当時の知識を網羅した百科全書『宝典』を編纂
- ケレスティヌス5世（1210年頃 - 1296年） - ローマ教皇（在位1294年）・有徳の修道士だったが急遽教皇に選出される・半年で退位し列聖される
- ウゴリーノ・デッラ・ゲラルデスカ（1220年頃 - 1289年） - ピサの海軍提督・ジェノヴァとのメロリアの海戦で敗北・残酷な刑死は伝説や芸術で有名
- ボナヴェントゥラ（1221年? - 1274年） - 神学者・枢機卿・フランシスコ会総長・熾天使博士・著作に『精神の神への道程』ほかがある
- トマス・アクィナス（1225年頃 - 1274年） - 神学者・哲学者・ドミニコ会士・天使博士・『神学大全』で盛期スコラ学を代表
- シャルル・ダンジュー（1227年 - 1285年） - シチリア王（在位1266年 - 1282年）・後にナポリ王（在位1282年 - 1285年）
- ヤコブス・デ・ウォラギネ（1230年? - 1298年） - ジェノヴァの大司教・説教者・年代記作家・中世有数の聖人伝『黄金伝説』を執筆
- ヤコポーネ・ダ・トーディ（1230年頃 - 1306年） - フランシスコ会士（聖霊派）・「スターバト・マーテル」などラウデ（宗教讃歌）で有名

- チマブーエ（1240年 - 1302年） - フィレンツェのゴシック期の画家・弟子ジョットの才能を見抜いた逸話でも知られる
- モンテクローチェのリコルド（英語版）（1243年頃 - 1320年） - イタリアのドミニコ会士・聖地巡礼をして西アジア各地を歴訪・『巡礼記』『護教論』がある
- フォリーニョのアンジェラ（1248年 - 1309年） - フランシスコ会女子修道会の修道女・主婦から転じて信仰生活に入り『幻視と教えの書』を残す
- マルコ・ポーロ（1254年 - 1324年） - ヴェネツィア商人・旅行家でモンゴル帝国各地を歴訪・『世界の記述（東方見聞録）』の著者

#### イベリア半島
- アルフォンソ8世（1155年 - 1214年） - カスティーリャ王（在位1158年 - 1214年）・ナバス・デ・トロサの戦いでムワッヒド朝に大勝
- ドミニコ・デ・グスマン（1170年 - 1221年） - スペインの修道士・ドミニコ会（説教者兄弟会）の創設者
- ロドリゴ・ヒメネス・デ・ラダ（1170年頃 - 1247年） - スペインの聖職者・トレド大司教・レコンキスタの連携を斡旋・トレド翻訳学派を支援
- ライムンド・ペニャフォル（1175年頃 - 1275年） - スペインの修道士・ドミニコ会総長・教皇グレゴリウス9世に従い『教会教令集』を編纂
- ハイメ1世（征服王）（1208年 - 1276年） - アラゴン王（在位1213年 - 1276年）・イスラム領のバレアレス諸島やバレンシアを征服
- アルフォンソ10世（賢王）（1221年 - 1284年） - カスティーリャ国王（在位1251年 - 1282年）・『アルフォンソ天文表』の編纂などで有名
- ペドロ3世（1239年 - 1285年） - アラゴン王（在位1276年 - 1285年）・シチリア王女と結婚・シチリアの晩祷事件でシチリア王となる
- モーシェ・デ・レオン（1250年 - 1305年） - カスティーリャのユダヤ教徒ラビ・カバリスト・『柘榴の書』『ゾーハル』の著作がある

#### フランス
- トゥールーズ伯レーモン6世（1156年 - 1222年） - 南フランスの諸侯・フランス国王によるアルビジョワ十字軍に対抗する
- 盲目のイサク（英語版）（1160年頃 - 1235年） - 南フランスのユダヤ教ラビ・カバラの「生命の樹（セフィロトの樹）」を体系化する
- ギヨーム・ド・ロリス（？ - 1240年） - フランスの詩人・薔薇の蕾に心を奪われた若者の愛のアレゴリー『薔薇物語』正編の作者
- ヴィラール・ド・オヌクール（活躍時期1230年 - 1250年頃） - フランスの建築家・残された画帖はゴシック様式の貴重な文献
- ヘイルズのアレクサンデル（英語版）（1170年/1185年 - 1245年） - パリ大学教授・神学者（不可抗博士）・フランシスコ学派の祖・著作に『神学大全』がある
- オーヴェルニュのギヨーム（英語版）（1180年頃 - 1249年） - パリ司教・キリスト教神学にアリストテレスとイスラムの哲学を導入する
- ブランシュ・ド・カスティーユ（1188年 - 1252年） - フランス王ルイ8世の王妃・息子ルイ9世の幼少期と十字軍の不在の時期に摂政を務める
- ヴァンサン・ド・ボーヴェ（英語版）（1190年頃 - 1264年） - フランスのドミニコ会士・中世随一の百科全書『大いなる鏡』三部作を執筆
- ペトルス・ペレグリヌス（生没年不詳） - フランスの科学者・「磁気書簡（1269年）」で磁気の引力や磁化作用、南北極の区別について言及する
- トマ･ド･カンタンプレ（英語版）（1201年 - 1274年） - フランドル出身のドミニコ会士・神学者・著作家としては『自然について』がある
- ロベール・ド・ソルボン（1201年 - 1274年） - フランスの司祭・神学部の学生のための学寮を設置・後年その名が「ソルボンヌ大学」に転じる
- エティエンヌ・タンピエ（？ - 1278年） - フランスのパリ司教・神学部でのアリストテレス哲学講義に関し1270年と1277年に異端宣告を行う
- ルイ9世（聖王）（1214年 - 1270年） - フランス国王（在位1226年 - 1270年）・第7回十字軍と第8回十字軍を指揮・チュニスで病没
- ムールベケのグイレルムス(1215年/1235年頃 - 1286年頃) - フランスの翻訳者・アリストテレスの著作をギリシア語から直接翻訳しトマスに影響
- ギヨーム・ド・リュブリキ（1220年？ - 1293年？） - フランシスコ会士・聖王ルイ9世によりモンゴルに派遣され『東方諸国旅行記』を残す
- ジャン・ド・ジョアンビル（1224年 - 1317年） - フランスの伝記作家・第8回十字軍に従軍しルイ9世の伝記『聖王ルイの生涯』を執筆
- ジャン・ド・マン（1240年頃 - 1305年） - フランスの詩人・ギヨーム・ド・ロリスの正編を継いで『薔薇物語』続編を執筆する
- ブラバンのシゲルス（1240年頃 - 1281年/1284年） - パリ大学の教授・イブン・ルシュド（アヴェロエス）の哲学を導入し二重真理説を提唱
- フィリップ3世（1245年 - 1285年） - フランス国王（在位1270年 - 1285年）・シチリアの晩祷事件からアラゴン十字軍を起こす
- ペトルス・ヨハネス・オリヴィ（英語版）（1248年 - 1298年） - フランシスコ会士（厳格派）・売買や契約の概念に再検討を加える・『契約論』他がある
- トゥールーズのルイ（英語版）（1274年 - 1297年） - フランシスコ会士・トゥールーズ司教・ナポリ王カルロ2世の息子・聖人

#### イングランド
- ジョン（欠地王） （1167年 - 1216年） - イングランド王（在位1199年 - 1216年）・大陸領土を喪失・教皇に破門される・大憲章を承認
- ロバート・グロステスト（1175年？ - 1253年） - イングランドのリンカーン司教・オックスフォード大学総長・光学や自然哲学に貢献
- マシュー・パリス（英語版）（1200年頃 - 1259年） - イングランドの歴史家・セントオルバーンズ修道院に所属し『大年代記（クロニカ・マヨラ）』を執筆
- ヘンリー・ブラクトン（? - 1268年） - イングランドのローマ法学者で聖職者・「国王といえども神と法の下にある」の句は有名
- ヘンリー3世（1207年 - 1272年） - イングランド王（在位1216年 - 1272年）・諸侯の反乱を受けて議会の設置に同意する
- シモン・ド・モンフォール（1208年 - 1265年） - イングランド貴族（第6代レスター伯）・国王ヘンリー3世に対抗し議会を整備
- ロジャー・ベーコン（1214年 - 1294年） - イングランドの哲学者・神学者・驚嘆博士・近代科学の先駆者とされる
- ルウェリン・アプ・グリフィズ（1228年頃 - 1282年） - イングランド王エドワード1世による征服以前のウェールズ独立時代最後の公
- エドワード1世（長脛王）（1239年 - 1307年） - イングランド王（在位1272年 - 1307年）・ウェールズを征服・模範議会を開く

#### スコットランド
- アレグザンダー2世 （1189年 - 1249年） - アサル朝のスコットランド王（在位1214年 - 1249年）・ヨーク条約で国境を画定
- アレグザンダー3世 （1241年 - 1286年） - アサル朝最後のスコットランド王（在位1249年 - 1286年）・ヘブリディーズ諸島を獲得
- マーガレット （1283年 - 1290年）- スコットランド女王（在位1286年 - 1290年）・アレグザンダー3世の外孫・夭折し王統は断絶
- ジョン・ベイリャル （1250年 - 1315年） - スコットランド王（在位1292年 - 1296年）・イングランドに敗北しスクーンの石を奪われる

#### 神聖ローマ帝国
- ハルトマン・フォン・アウエ（1160年頃 - 1210年頃） - 詩人・業病に侵された騎士と清純な乙女を描いた物語『哀れなハインリヒ』の作者
- ヴォルフラム・フォン・エッシェンバッハ（1160年/1180年頃 - 1220年以後） - 詩人・ミンネザンガー・叙事詩『パルチヴァール』で有名
- ヴァルター・フォン・デア・フォーゲルヴァイデ（1170年頃 - 1230年頃） - 詩人・ミンネザンガー・叙情詩「菩提樹の下で」や政治詩がある
- ゴットフリート・フォン・シュトラースブルク（1170年頃 - 1210年頃） - 詩人・ミンネザンガー・叙事詩『トリスタン』は長編だが未完で終了
- オットー4世（1175年 - 1218年） - 神聖ローマ皇帝（在位1209年 - 1215年）・ブーヴィーヌの戦いでジョン王と組んで敗北する
- アイケ・フォン・レプゴー（1180年 - 1235年） - 行政官・ドイツ語として最古の散文文書であり法書である『ザクセンシュピーゲル』を編纂
- ハイスターバッハのカエサリウス（英語版）（1180年頃 - 1240年頃） - シトー会修道士・奇談を多く含んだ聖人伝『奇跡についての対話』をまとめる
- コンラート・フォン・マールブルク（1180年/1190年頃 - 1233年） - 異端審問官・聖女エリーザベトの告解師父・異端審問を憎まれ暗殺される
- アルベルトゥス・マグヌス（1193年頃 - 1280年） - 神学者・哲学者・ドミニコ会士・普遍博士・トマス・アクィナスの師・錬金術でも有名
- フリードリヒ2世（1194年 - 1250年） - ホーエンシュタウフェン朝の神聖ローマ皇帝（在位1215年 - 1250年）・第6回十字軍に参加
- タンホイザー（？ - 1265年以降） - 詩人・ミンネザンガー・オーストリア公フリードリヒ2世に仕える・ワーグナーのオペラの主人公でもある
- ルドルフ1世（1218年 - 1291年） - ハプスブルク家における最初の神聖ローマ帝国君主（ローマ王）（在位1273年 - 1291年）
- ルトガルディス（1182年 - 1246年） - フランドルのシトー会修道女・神秘家・幻視や聖痕にまつわる生涯をまとめた聖人伝でも有名
- エリーザベト（1207年 - 1231年） - ハンガリー王女・テューリンゲン方伯ルートヴィヒ4世の妻・修道女となり死後列聖される
- マクデブルクのメヒティルト（1210年 - 1279年） - ベギン会の女性・後にヘルフタ修道院に居住・神秘家・著作に『神性の流れる光』がある
- ハッケボルンのメヒティルト（1240年/1241年 – 1298年/1299年） - ヘルフタ修道院の修道女・神秘家・著作に『特別な恩寵の書』がある
- ヘルフタのゲルトルード（1256年 - 1302年） - ヘルフタ修道院の修道女・神秘家・著作に『神の愛の使者』があり大ゲルトルードと呼ばれる

#### 北欧
- スノッリ・ストゥルルソン（1178年/1179年 - 1241年） - アイスランドの政治家・歴史家・『ヘイムスクリングラ』『スノッリのエッダ』を執筆
- ホーコン4世ホーコンソン（老王）（1204年 - 1263年） - ノルウェーの国王（在位1217年 - 1263年）・国内体制を整え王国に最盛期をもたらす
- ビルイェル・ヤール（？ - 1266年） - スウェーデンの政治家・北方十字軍を指揮・息子ヴァルデマールを国王に擁立しフォルクンガ朝の祖となる

### 南アジア・チベット・東南アジア
- シャキャーシュリーバトラ（1127年 - 1225年） - インドのヴィクラマシーラ寺院最後の学頭・寺院破却後はチベットに亡命し仏教を伝える
- サキャ・パンディタ（1182年 - 1251年） - チベットのサキャ派の座主・シャーキャシュリーパドラの法を継ぐ・パクパは甥
- マドヴァ（英語版）（1199年 - 1278年） - インドの思想家・ヴィシュヌ派からマドヴァ派を起こしシャンカラ派と対立・主著は『ブラフマ・スートラ注解』
- パクパ（パスパ）（1235年 - 1280年） - チベットのサキャ派の座主・元のクビライに招請され帝師となりパスパ文字を作成
- ナラシンハ・デーヴァ1世（？ - 1264年） - インドの東ガンガ朝の君主（在位1238年 - 1264年）・コナーラクのスーリヤ寺院を建設
- ジャヤーヴァルマン8世（？ - 1295年） - カンボジアのクメール朝第22代国王（在位1243年 - 1295年）・廃仏を行う・周達観が来訪
- ジャターヴァルマン・スンダラ・パーンディヤ1世（？ - 1268年） - パーンディヤ朝の君主（在位1251年 - 1268年）・貿易により最盛期を現出
- ルドラマ・デーヴィー（？ - 1289年/1295年） - カーカティーヤ朝の女性君主（在位1263年 - 1289年/1295年） ・善政と繁栄ぶりで有名
- マーラヴァルマン・クラーシェカラ1世（？ - 1309年） - パーンディヤ朝の君主（在位1268年 - 1309年）・チョーラ朝を滅ぼして領土を拡大
- ラームカムヘーン（大王）（1239年 - 1317年） - タイのスコータイ朝第3代国王（在位1277年 - 1317年）・タイ文字作成・上座部仏教を導入

### 東アジア

#### 南宋・金・元
- 丘長春（長春真人）（1148年 - 1227年） - 金末期からモンゴル帝国初期の全真教の道士・王重陽の弟子
- 済公（済顛）（1149年 - 1209年） - 南宋の禅僧・杭州の霊隠寺や浄慈寺で活躍・風狂の僧として伝説化される
- 韓侂冑（1152年 - 1207年） - 南宋の宰相・慶元の党禁で活躍・開禧の北伐に失敗し処刑される
- 馬遠（生没年不詳） - 南宋は寧宗時代の画家・夏珪と並ぶ院体画に属する・代表作に「洞山渡水図」がある
- 夏珪（生没年不詳） - 南宋は寧宗時代の画家・馬遠と並ぶ院体画に属する・代表作に「溪山清遠図巻」がある
- 桂万栄（生没年不詳） - 南宋の著作家・裁判実話集の『棠陰比事』を編纂し江戸時代以後の日本文学に影響を与えた
- 陳淳（1159年 - 1223年） - 南宋の思想家・朱熹の弟子・朱子学の基本概念をまとめた『北渓字義』を執筆
- 史弥遠（1164年 - 1233年） - 南宋の宰相・韓侂冑を倒し金と和議を結ぶ（嘉定の和議）・寧宗没後に理宗を擁立
- 趙汝适（1170年 - 1228年) - 南宋の官僚・著述家・泉州の市舶司の時にアラビア経由の情報から『諸蕃志』を執筆
- 真徳秀（1178年 - 1235年） - 南宋の政治家・皇帝理宗の側近として政治改革（端平更化）を行うが頓挫する
- 無準師範（1178年 - 1249年） - 南宋の禅僧（仏鑑禅師）・中国五山第一径山万寿寺の住持・弟子に無学祖元や牧谿がいる
- 無門慧開（1183年 - 1260年） - 南宋の禅僧（仏眼禅師）・杭州の霊洞山護国仁王寺住持・公案集でもある『無門関』を編纂
- 張即之（1186年 - 1266年） - 南宋の官僚・書家・代表作に楷書「金剛般若波羅蜜経」がある・日本の禅林にもその書が招来される
- 耶律楚材（1190年 - 1244年） - モンゴル帝国の官僚・遼の契丹族の末裔・戸籍や税制で功績があったか
- 元好問（1190年 - 1257年） - 金の官僚・詩人・金滅亡後は遺民として『中州集』『壬辰雑編』などの著作を残す
- 李志常（中国語版）（1193年 - 1256年） - モンゴル帝国の道士・丘長春の弟子・『長春真人西遊記（中国語版）』を執筆
- 孟珙（1195年 - 1246年） - 南宋の将軍・金の滅亡に貢献・モンゴル帝国との戦いでは南宋の防衛線を守り通す
- 郭侃（？ - 1277年） - モンゴル帝国の将軍・フレグの西征やバグダードの戦いで活躍・後にフレグを離れクビライに仕える
- 謝太后（中国語版）（1210年 - 1283年） - 南宋理宗の皇后・孫の恭帝の摂政となるが元に降伏し臨安を開城
- 賈似道（1213年 - 1275年） - 南宋末期の宰相・度宗のもとで専権を極める・モンゴル南宋戦争で敗退し失脚
- 蘭渓道隆（1213年 - 1278年） - 南宋から日本に渡来した禅僧（無明慧性の弟子）・鎌倉建長寺開山
- 無学祖元（1226年 - 1286年） - 南宋から日本に渡来した禅僧（無準師範の弟子）・鎌倉円覚寺開山
- 牧谿（生没年不詳） - 南宋の禅僧（無準師範の弟子）・法名は法常・水墨画家・「瀟湘八景図巻」などが日本に招来される
- 玉澗（生没年不詳） - 南宋の禅僧（杭州天竺寺書記）・法名は若芬・水墨画家・「瀟湘八景図」や「廬山図」などが日本に招来される
- 呉自牧（生没年不詳） - 南宋の文人・首都臨安の記録である『夢梁録』を執筆
- 謝枋得（1226年 - 1289年） - 南宋末期の政治家・学者・元には仕えずに唐宋の文章から『文章軌範』を撰述
- 曾先之（生没年不詳） - 南宋末期の学者・元には仕えずに正史の要約本『十八史略』を執筆
- 呂文煥（生没年不詳） - 南宋末期の軍人・襄陽の守将となり襄陽樊城の戦いで奮戦するも降伏・後に元軍に従い臨安開城などで活躍
- 蒲寿庚（生没年不詳） - 南宋から元の泉州の貿易商人・アラブ系イスラム教徒・南宋を裏切り元の水軍司令官となる
- アフマド・ファナーカティー（？ - 1282年） - 元の財務官僚・ムスリム式の徴税制度を導入し実権を握るが反発を招き暗殺される
- ジャマールッディーン（？ - 1301年） - 元に仕えた天文学者・イラン出身・大都にイスラム式天文台を作り郭守敬に影響を与える
- 郭守敬（1231年 - 1316年） - 元に仕えた水利事業家・天文学者・暦学者で「授時暦」を作成
- 范文虎（？ - 1301年） - 南宋から元の軍人・賈似道の娘婿・襄陽包囲戦で降伏してから元に仕え日本討伐の江南軍司令官となる
- 銭選（1235年頃 - 1301年以降） - 南宋から元の文人画家・篆刻家・趙孟頫と交流するも元には仕えず・「宮女図」がある
- 陸秀夫（1236年 - 1279年） - 南宋末期の宰相・崖山の戦いで帝昺とともに入水・亡宋の三傑の一人
- 張世傑（？ - 1279年） - 南宋末期の軍人・崖山の戦いの後に再起を図るが遭難死・亡宋の三傑の一人
- 文天祥（1236年 - 1282年） - 南宋の軍人・政治家・元朝に仕えることを拒否し刑死・亡宋の三傑の一人
- 黄道婆（1245年頃 - 1330年頃） - 元の女性紡織家・崖州に赴き黎族から綿花の栽培と織布の技術を習得し故郷の松江に広める
- 一山一寧（1247年 - 1317年） - 元の成宗テムルより遣わされた渡来僧・後に日本の建長寺ほかの住持を歴任
- 馬致遠（1250年 - 1321年） - 元の劇作家・匈奴に降嫁した王昭君の故事を題材とする元曲「漢宮秋」の作者
- 趙孟頫（1254年 - 1322年） - 南宋から元の政治家・書家・画家・宋王室の一族・著作に『松雪斎集』がある
- 鮮于枢（1257年 - 1302年） - 元の政治家・書家・詩人・著作に『困学斎集』がある
- 王実甫（1260年 - 1336年） - 元の劇作家・書生張君瑞と宰相の娘崔鶯鶯の恋愛を題材とする元曲「西廂記」の作者
- 周達観（1266年 - 1346年） - 元からクメール朝カンボジアに派遣された使節・『真臘風土記』を著し「富貴真臘」と讃える

#### 大越
- 陳興道（1228年 - 1300年） - 大越陳朝の王族・陳仁宗を補佐し総司令官となる・元軍を白藤江の戦いで撃破

#### 高麗
- 高宗（1192年 - 1259年） - 第23代高麗王（在位1213年 - 1259年）・モンゴルに服属・高麗八万大蔵経でも有名
- 一然（1206年 - 1289年） - 高麗の禅僧（普覚国尊一然）・朝鮮三国時代の重要史料である『三国遺事』を撰述する
- 洪茶丘（1244年 - 1291年） - 高麗出身の武人・後に元朝に仕え三別抄の反乱の鎮圧や二度にわたる日本遠征に従事

### 日本
- 法然（1133年 - 1212年） - 浄土宗開祖・専修念仏を唱え『選択本願念仏集』を著す・親鸞の師
- 北条時政（1138年 - 1215年） - 鎌倉幕府初代執権（在位1203年 - 1205年）・梶原氏や比企氏を幕政から排除
- 比企能員（？ - 1203年） - 御家人・右衛門尉・将軍源頼家の乳母父・北条氏と対立し比企能員の変で滅ぼされる
- 明菴栄西（1141年 - 1215年） - 臨済宗開祖・『興禅護国論』の著者・京都建仁寺ならびに鎌倉寿福寺開山
- 運慶（？ - 1224年） - 仏師・快慶らとともに慶派を大成・東大寺南大門金剛力士像などが代表作
- 藤原隆信（1142年 - 1205年） - 歌人・画家として伝「源頼朝像」など似絵を描いたとされる
- 和田義盛（1147年 - 1213年） - 鎌倉幕府侍所別当・有力御家人であったが和田合戦で敗北し一族は滅亡
- 大江広元（1148年 - 1225年） - 源頼朝の側近・鎌倉幕府の政所初代別当・承久の乱では主戦論を唱える
- 慈円（1155年 - 1225年） - 天台宗の僧（天台座主）・歌人・九条兼実の同母弟・『愚管抄』の著者
- 貞慶（1155年- 1213年） - 法相宗の僧・笠置寺や海住山寺を再興・「解脱上人」と呼ばれる
- 鴨長明（1155年 - 1216年） - 神官・歌人・随筆『方丈記』の著者・歌論書『無名抄』や説話『発心集』もある
- 藤原兼子（1155年 - 1229年） - 後鳥羽院の乳母・通称は卿局・鎌倉幕府との交渉に手腕を発揮し院政に重きをなす
- 北条政子（1157年 - 1225年） - 源頼朝の正室・頼家と実朝の母・「尼将軍」と呼ばれ実朝暗殺以後の幕政を指導
- 藤原定家（1162年 - 1241年） - 公卿・権中納言・歌人で『新古今和歌集』『新勅撰和歌集』を編纂
- 北条義時（1163年 - 1224年） - 鎌倉幕府第2代執権（在位1205年 - 1224年）・承久の乱で勝利する
- 三浦義村（？ - 1239年） - 鎌倉幕府侍所所司・評定衆・有力御家人として北条氏に次ぐ宿老とされる
- 畠山重忠（1164年 - 1205年） - 御家人・「坂東武士の鑑」と称されたが畠山重忠の乱で滅ぼされる
- 俊芿（1166年 - 1227年） - 真言宗の僧・渡宋の後に泉涌寺を再興・「月輪大師」と呼ばれる
- 西園寺公経（1171年 - 1244年） - 公卿・太政大臣・西園寺家の祖・関東申次として承久の乱後の朝廷を支配
- 親鸞（1173年 - 1262年） - 浄土真宗開祖・法然の弟子・『教行信証』の著者・本願寺大谷家の祖
- 明恵（1173年 - 1232年） - 華厳宗の僧・栂尾の高山寺開山・戒律の復興に尽くし『摧邪輪』や『夢記』を残す
- 後鳥羽天皇（1180年 - 1239年） - 第82代天皇（在位1185年 - 1198年）・上皇となり承久の乱を起こす
- 源頼家（1182年 - 1204年） - 鎌倉幕府第2代将軍（在任1202年 - 1203年）・伊豆修禅寺にて殺害される
- 北条泰時（1183年 - 1242年） - 鎌倉幕府第3代執権（在任1224年 - 1242年）・「御成敗式目」を制定
- 慶政（1189年 - 1268年） - 天台宗の僧・西山法華山寺開山・『渡宋記』『漂到琉球国記』のほか『閑居友』の作者ともされる
- 源実朝（1192年 - 1219年） - 鎌倉幕府第3代将軍（在任1203年 - 1219年）・私家集に『金槐和歌集』がある
- 九条道家（1193年 - 1252年） - 公卿・摂政・関白・四条天皇の外祖父で将軍頼経の父として実権を握る・東福寺を建立
- 順徳天皇（1197年 - 1242年） - 第84代天皇（在位1210年 - 1221年）・承久の乱で佐渡に流刑・『禁秘抄』を残す
- 少弐資能（1198年 - 1281年） - 御家人・鎌倉幕府の鎮西奉行・大宰少弐・元寇では日本側の総司令官となる
- 道元 （1200年 - 1253年） - 曹洞宗開祖・入宋して禅を学ぶ・『正法眼蔵』の著者・越前永平寺開山
- 叡尊（1201年 - 1290年） - 真言律宗の僧・奈良西大寺の復興を果たす・諡号は興正菩薩
- 円爾（1202年 - 1280年） - 臨済宗の僧・入宋して無準師範の法を嗣ぐ・京都東福寺開山・諡号は聖一国師
- 仙覚（1203年？ - 1272年以降） - 天台宗の僧・将軍藤原頼経の命で『万葉集』諸本の校合し『萬葉集註釈（仙覚抄）』を執筆
- 心地覚心（1207年 - 1298年） - 臨済宗の僧・紀伊国興国寺開山・無門慧開の法を継ぎ『無門関』を招来・径山寺味噌や普化宗でも有名
- 謝国明（？ - 1253年以前） - 貿易商人・杭州出身の宋人で博多綱首・博多承天寺の建立や杭州径山寺復興などで活躍
- 忍性（1217年 - 1303年） - 真言律宗の僧・叡尊の弟子で鎌倉極楽寺開山・病者や非人の救済に尽くす
- 藤原頼経（1218年 - 1256年） - 鎌倉幕府第4代将軍（在任1226年 - 1244年）・摂家の九条道家の子
- 藤原頼嗣（1239年 - 1256年） - 鎌倉幕府第5代将軍（在任1244年 - 1252年）・第4代将軍頼経の子
- 後嵯峨天皇（1220年 - 1272年） - 第88代天皇（在位1242年 - 1246年）・持明院統と大覚寺統の両統分裂をもたらす
- 日蓮（1222年 - 1282年） - 日蓮宗開祖・『立正安国論』の著者・身延山久遠寺ならびに池上本門寺開山
- 阿仏尼（1222年？ - 1283年） - 女院付きの女房（安嘉門院四条）・女流歌人・『十六夜日記』ほかを残す
- 北条実時（1224年 - 1276年） - 北条氏一門の金沢流の祖・引付衆や評定衆を歴任・金沢文庫の創設者
- 北条時頼（1227年 - 1263年） - 鎌倉幕府第5代執権（在任1246年 - 1256年）・宝治合戦で勝利し幕政を安定させる
- 安達泰盛（1231年 - 1285年） - 御家人・時宗死後に弘安徳政を指導するが霜月騒動で落命する
- 一遍（1239年 - 1289年） - 時宗開祖・遊行による「踊念仏」を勧める・「一遍聖絵（一遍上人絵伝）」でも有名
- 凝然（1240年 - 1321年） - 華厳宗の僧・東大寺戒壇院住持・著述は1200巻にも及ぶ・『八宗綱要』は仏教研究に不可欠の文献
- 宗尊親王（1242年 - 1274年） - 鎌倉幕府第6代将軍（在任1252年 - 1266年）・後嵯峨天皇の皇子で最初の皇族将軍
- 竹崎季長（1246年 - ？） - 御家人・元寇で奮戦するも恩賞不足に苦しむ・「蒙古襲来絵詞」で知られる
- 北条時宗（1251年 - 1284年） - 鎌倉幕府第8代執権（在任1268年 - 1284年）・幕府の中枢にあって元寇を斥ける
- 浅原為頼（？ - 1290年） - 武将・甲斐源氏小笠原の一族・伏見天皇暗殺を謀り宮中に乱入・失敗して自殺する（浅原事件）
- 平頼綱（？ - 1293年） - 内管領・霜月騒動に勝利し権力を握るが平禅門の乱で落命する
- 惟康親王（1264年 - 1326年） - 鎌倉幕府第7代将軍（在任1266年 - 1289年）・第6代将軍宗尊親王の子
- 北条貞時（1271年 - 1311年） - 鎌倉幕府第9代執権（在任1284年 - 1301年）・得宗権力を拡大し永仁の徳政令を出す
- 久明親王（1276年 - 1328年） - 鎌倉幕府8代将軍（在任1289年 - 1308年）・後深草天皇の皇子